# 川西能勢口駅
川西能勢口駅（かわにしのせぐちえき）は、兵庫県川西市にある、阪急電鉄・能勢電鉄の駅である。駅番号は阪急電鉄がHK-50、能勢電鉄がNS01。

## 概要
阪急の宝塚本線と、能勢電鉄の妙見線が乗り入れており、このうち妙見線は当駅を起点としている。また、山下駅を起点とする日生線の列車も妙見線経由で乗り入れている。特急「日生エクスプレス」のみ両路線間を相互直通運転している。当駅は両社の共同使用駅であり、阪急の管轄駅である。

## 歴史
阪急電鉄の前身、箕面有馬電気軌道が宝塚まで開通したのは1910年（明治43年）であったが、この時点では川西能勢口駅は開業しておらず、能勢電鉄の前身能勢電気軌道が開業する際に当駅が当初は能勢口駅として、1913年（大正2年）4月8日に開業した。その5日後の4月13日に能勢電気軌道が一の鳥居駅までを開業した。能勢電気軌道は当初から経営状況が悪く、開業翌年には破産宣告を受け、阪急の資本を受け入れて残りの計画路線の建設を行った。駅の近くには、現在のJR川西池田駅よりも池田側に寄った位置に阪鶴鉄道（JR福知山線の前身）が1893年（明治26年）に池田駅を開設しており、これに連絡して乗客を獲得する目論見で、能勢電気軌道が1917年（大正6年）4月13日に池田駅前駅まで当駅から路線を延伸した。能勢電気軌道は、開業時は阪急の駅に対しほぼ直角にホームが設置されていたが、この路線延長の際に阪急の駅に対して平行なレイアウトとなった。
市名を駅名に入れることを川西市が要望したため、1965年（昭和40年）に現在の駅名となった。なお、能勢電側の駅はその前の3か月間川西駅を名乗っていた。また池田駅前駅もこの頃川西国鉄前駅に改称された。
1961年（昭和36年）に能勢電鉄の増資を阪急が引き受けて同社は阪急の子会社となっており、阪急と能勢電鉄の関係が深まったが、駅は一体化されていなかった。1975年（昭和50年）には阪急日生ニュータウンが販売開始、1978年（昭和53年）に能勢電鉄日生線が開通と能勢電鉄沿線での住宅開発が進展して、次第に能勢電鉄と阪急を乗り継ぐ利用者が増加し、1980年（昭和55年）に連絡改札口が設けられた。一方、当駅から川西国鉄前駅までの区間は1駅間のみを往復する区間運転の電車が走るだけの区間となっており、駅前再開発工事に伴い1981年（昭和56年）12月20日に廃止となった。
当駅は開業時から長らく地上駅であったが、利用者の増加に伴い駅の改良に迫られるようになった。さらに、駅西側で県道川西篠山線を横切る中央町踏切があったが、ニュータウン開発により交通量が増加した上に、阪急線には駅の東側、能勢電鉄線は駅の北東側にも南側にあった中央商店街に通じる道路の踏切があったため慢性的に渋滞が発生するようになった。このため当駅付近の連続立体交差化事業が持ち上がり、まず1990年（平成2年）12月12日に阪急と能勢電鉄の間の連絡改札口が廃止されて直接行き来ができるようになり、12月15日に阪急宝塚線の下り線が高架ホームに移転した。1992年（平成4年）12月20日に阪急宝塚線上り線も高架となった。
この時点で能勢電鉄は地上ホームに残っていたため、平面だった乗り換えが階段利用となった。この乗り換え障壁の増大に加え、伊丹や尼崎方面へは阪急経由では十三駅などで再度の乗り換えが必要になることや、JRが長く運賃値上げをしておらず運賃格差が縮小したこともあり、能勢電鉄利用客が当駅から川西池田駅まで歩いてJR福知山線を利用する傾向が強まるようになった。このこともあり、1996年（平成8年）3月24日に能勢電鉄のホームも高架化され、1997年（平成9年）11月16日に能勢電鉄と阪急宝塚線を結ぶ連絡線が完成すると、日生中央駅と梅田駅を直通する特急日生エクスプレスが運転されるようになった。なお高架化されたホームの位置は地上ホーム時代の西隣に移動しており、県道川西篠山線を跨ぐ形になっている。

### 年表
- 1913年（大正2年）
  - 4月8日：箕面有馬電気軌道（現在の阪急電鉄）の能勢口駅として開業[1]。
  - 4月13日：能勢電気軌道（現在の能勢電鉄）の能勢口駅 - 一の鳥居駅間が開業[2][4]。
- 1917年（大正6年）8月7日：能勢電気軌道の池田駅前駅（のちの川西国鉄前駅） - 能勢口駅間が開業[4]。
- 1938年（昭和13年）1月31日：能勢電気軌道の駅舎を改築[5]。
- 1965年（昭和40年）
  - 4月1日：能勢電気軌道の駅を川西駅に改称[2][4]。
  - 7月1日：京阪神急行能勢口駅・能勢電気軌道川西駅を川西能勢口駅と改称[4]。
- 1966年（昭和41年）4月20日：妙見線川西能勢口駅 - 鶯の森駅間複線化に備え駅改良。
- 1980年（昭和55年）
  - 3月1日：阪急駅・能勢電駅間の連絡改札が設置される。
  - 6月30日：阪急駅の改築工事が竣工する[11]。
- 1981年（昭和56年）12月20日：能勢電の川西国鉄前駅 - 当駅間が廃止[7]。
- 1986年（昭和61年）10月1日：当駅付近の連続立体交差化事業着工[12]。
- 1989年（平成元年）：アステ川西（川西阪急）開業に伴い、春の行楽期から臨時特急が停車するようになる。
- 1990年（平成2年）
  - 12月12日：連絡改札口を撤去し、阪急 - 能勢電間が改札口を通らずに乗り換えできるようになる[1]。
  - 12月15日：阪急下り線を高架駅に切り替え[7]。高架駅2階コンコースと地上ホームをつなぐ仮設連絡橋の供用開始。この仮設連絡橋は、能勢電鉄高架橋用地確保のため、1993年春に廃止。
- 1992年（平成4年）12月20日：阪急上り線を高架駅に切り替え[7]。高架駅2階コンコースと能勢電地上ホームとをつなぐ仮設通路の供用開始。10両編成列車のドアカット解消。
- 1993年（平成5年）9月11日：能勢電高架橋用地確保のため、能勢電地上ホーム2号線を移設（阪急地上上りホーム跡地も一部活用した）。同様に、同年12月には1号線も移設。
- 1995年（平成7年）6月4日：阪急宝塚本線に特急が新設され、停車駅となる。
- 1996年（平成8年）3月24日：能勢電を高架駅に切り替え[7]。この日をもって正式な高架駅舎供用開始とし、西方へ180m移転したことが運賃に反映された。この時点では、能勢電高架線と現3号線との接続は未完成。また、阪急の駅と能勢電の駅が一体化され、能勢電鉄が自社の川西能勢口駅業務を阪急電鉄に委託。さらに、池田駅にあった管区統括が川西能勢口駅に移転。
  - この時点では、東改札口は高架上に移転していたが阪急と能勢電で別々に設置され、改札内ではつながっていなかった。加えて3号線は未完成で、阪急の上り列車はすべて2号線に停車していた。このため、能勢電と阪急の乗り換え客用に西改札口の西側に仮設の連絡階段が設置され、西改札口が過剰混雑するのを回避していた。
- 1997年（平成9年）11月16日：能勢電・阪急線と接続する3号線が完成[7]、特急「日生エクスプレス」の運行を開始するとともにその停車駅となる（曜日の関連で実際の運行は11月17日から[7]）。東改札口が完成（高架化後、阪急・能勢電で別々に設置されていた東改札口を統合）。能勢電の定期券うりばで阪急定期券の発売を開始。
- 2006年（平成18年）6月1日：定期券うりばをサービスセンター内に移転するとともに、定期券うりばの設置者が能勢電から阪急に変更される。
- 2010年（平成22年）7月22日：能勢電鉄ホーム（4・5号線）の発車メロディが川西市のキャラクター「きんたくんのテーマソング」に変更[13]。このメロディの後に続いて発車ベルも流れている。
- 2013年（平成25年）12月21日：駅ナンバリングが導入される[14][15]。阪急はHK-50、能勢電鉄はNS01。
- 2024年（令和6年）8月1日：能勢電鉄ホーム（4・5号線）の発車メロディを、川西市市制70周年のために制作した楽曲を川西市出身のシンガーソングライターである植村花菜がアレンジしたものに変更[16]。

## 駅構造
島式1面2線と櫛形2面3線、合計3面5線のホームを有する高架駅。
改札口（東西に2か所）とコンコースは2階、ホームは3階にある。駅の正面は地上駅時代の東側から南側に変わっており、改札内にはブックファースト1号店があったが、2020年2月11日に閉店した。
トイレは東・西改札内にある。

### のりば
阪急は島式ホームとその対面にある1 - 3号線、能勢電鉄は櫛形ホームのうち北側の4・5号線を使用する。
ただし、阪急・能勢電鉄を直通する特急「日生エクスプレス」は阪急用の3号線を通る（詳しくは後述）。
| 号線 | 路線            | 方向             | 行先                 | 備考                       |
| ---- | --------------- | ---------------- | -------------------- | -------------------------- |
| 1    | ■宝塚本線       | 下り             | 宝塚方面             |                            |
| 2    | ■宝塚本線       | 上り             | 大阪梅田方面         | 平日朝夕ラッシュ時のみ使用 |
| 3    | ■宝塚本線       | 上り             | 大阪梅田方面         | 通常はこのホームから       |
| 3    | □能勢電鉄妙見線 | 上り・下り       | 日生中央方面         | 日生エクスプレス           |
| 4    | □能勢電鉄妙見線 |                  | 妙見口・日生中央方面 | 普通列車                   |
| 5    | □能勢電鉄妙見線 | 臨時列車のみ使用 | 妙見口・日生中央方面 |                            |

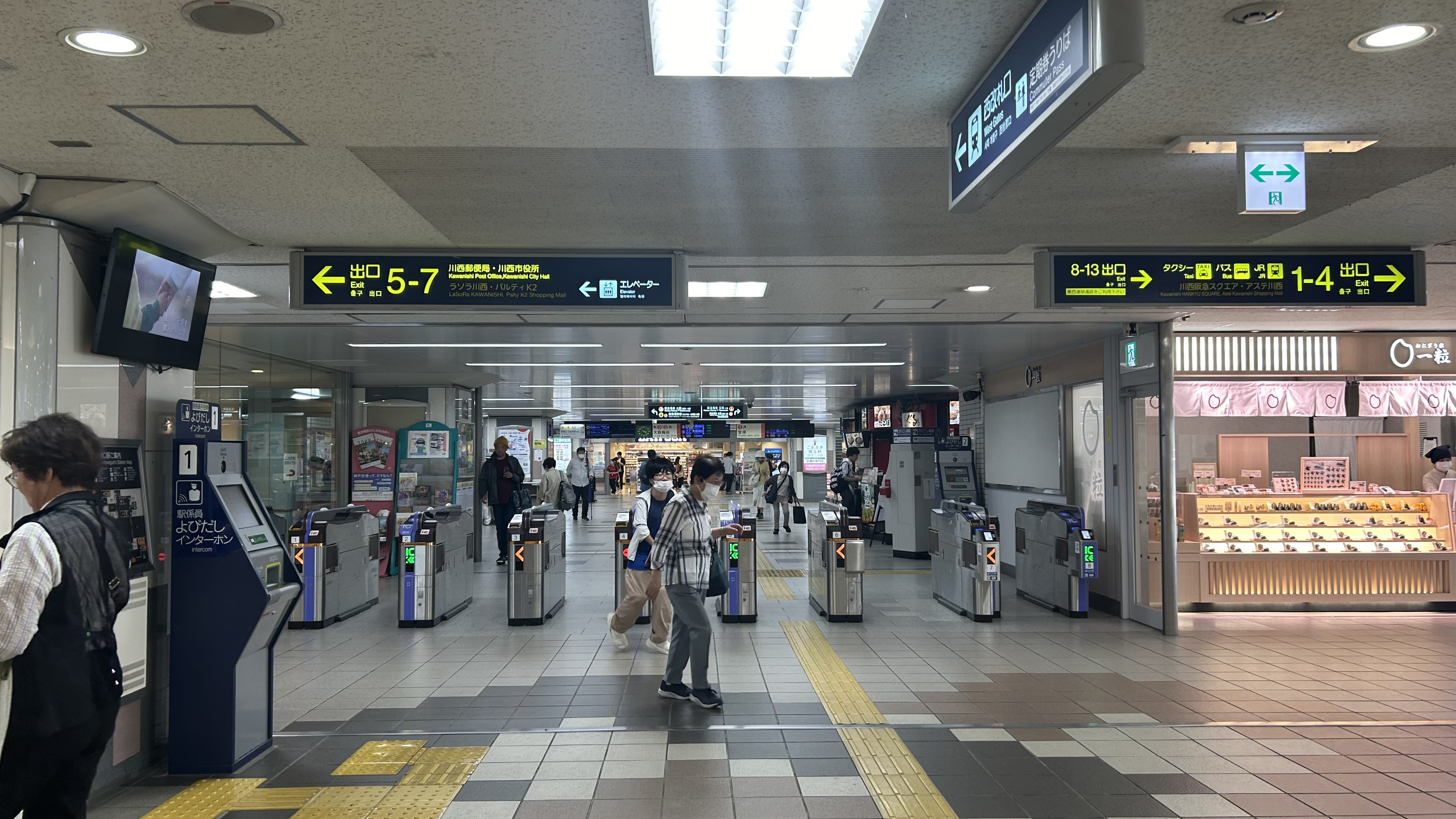
西改札口
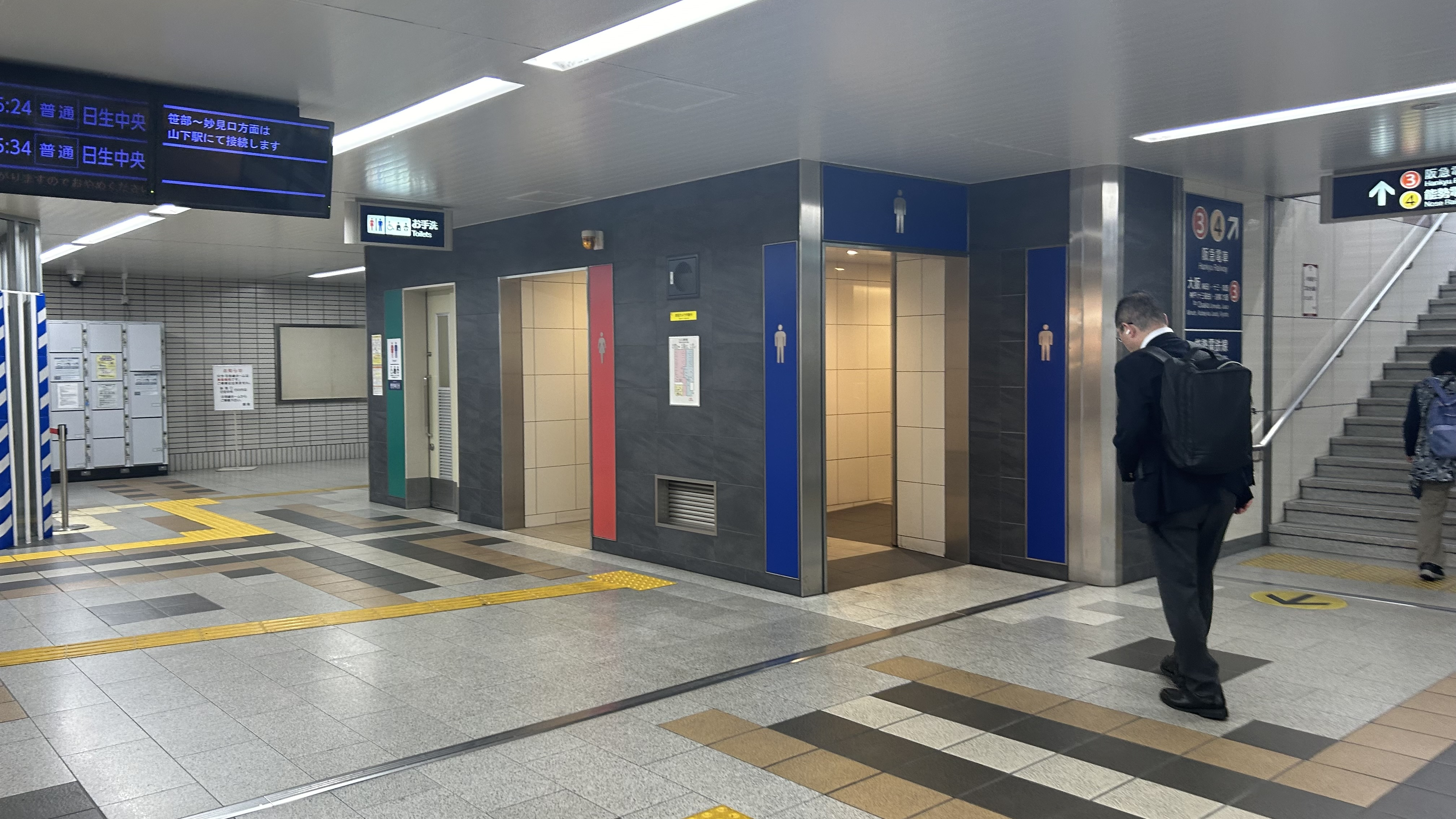
西改札内トイレ
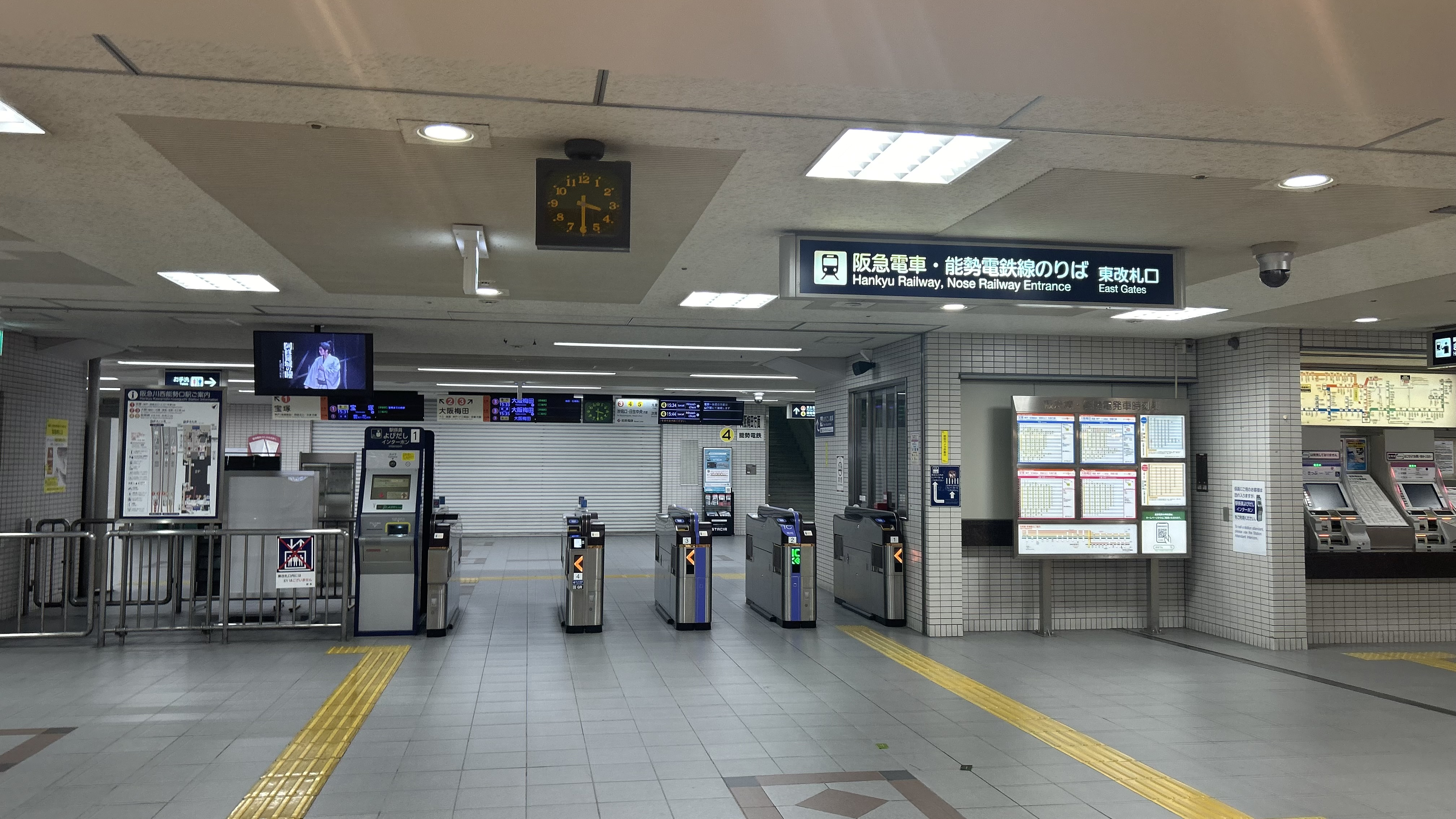
東改札口
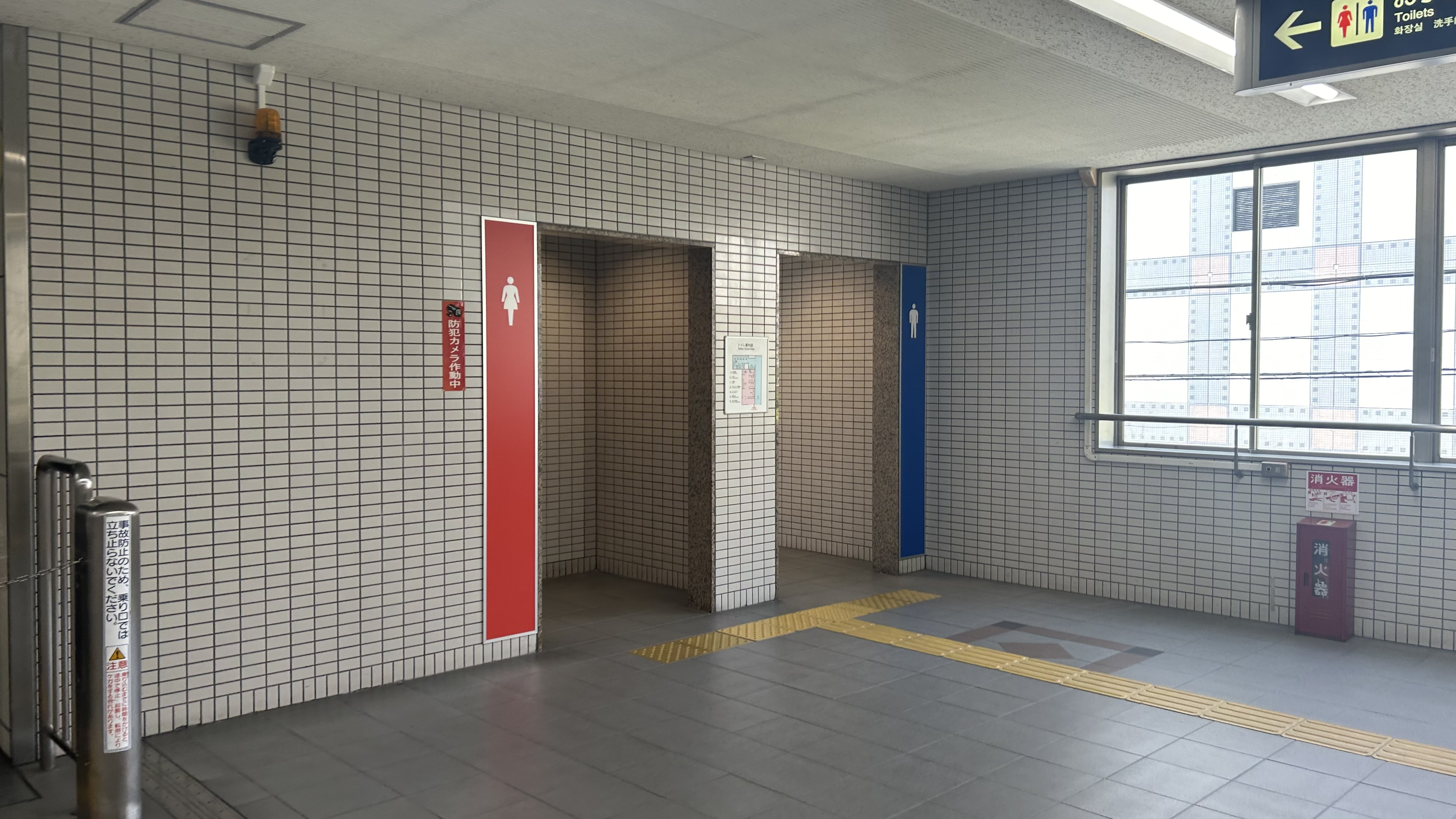
東改札内トイレ
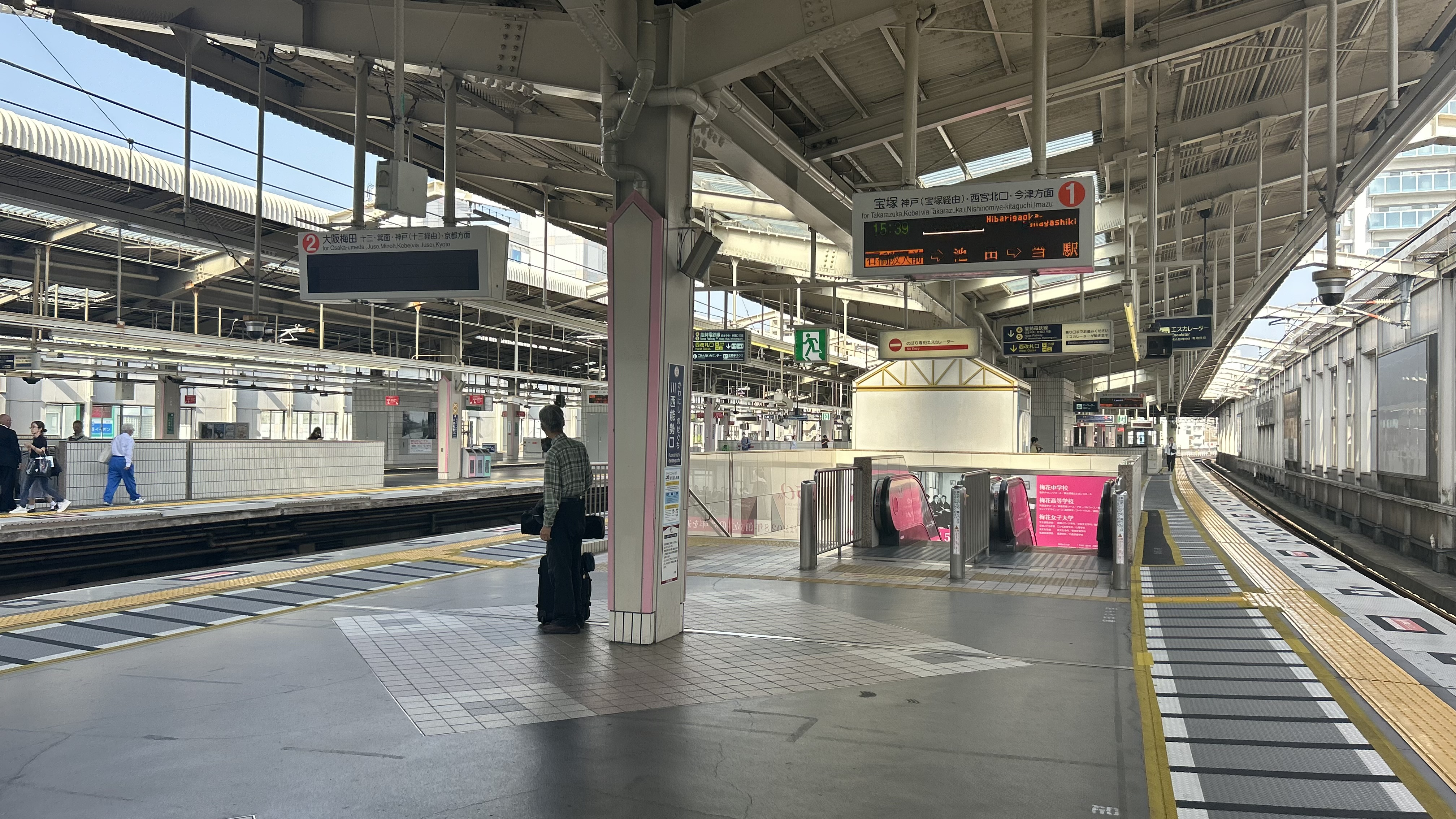
1・2号線ホーム
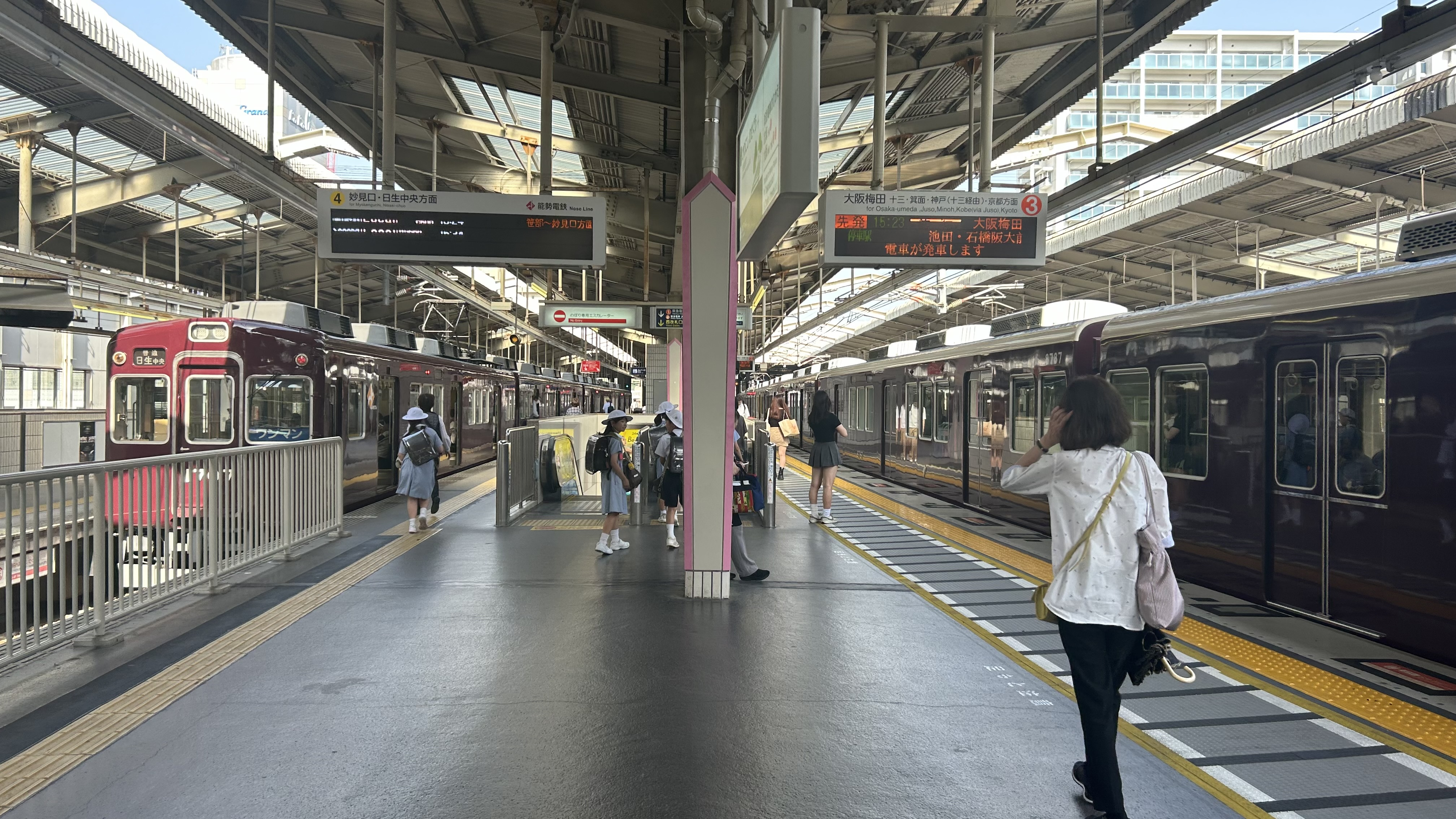
3・4号線ホーム
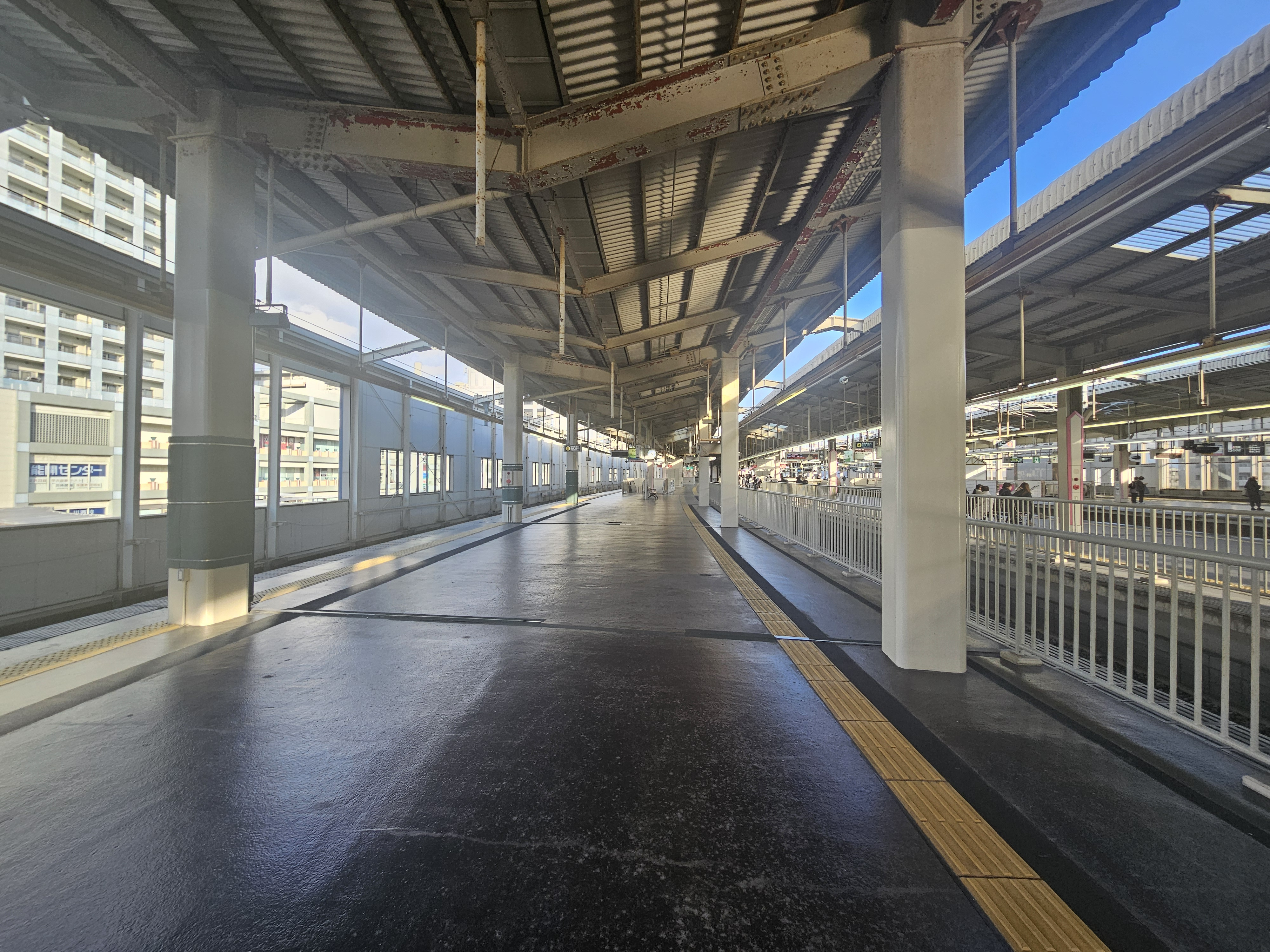
5号線ホーム
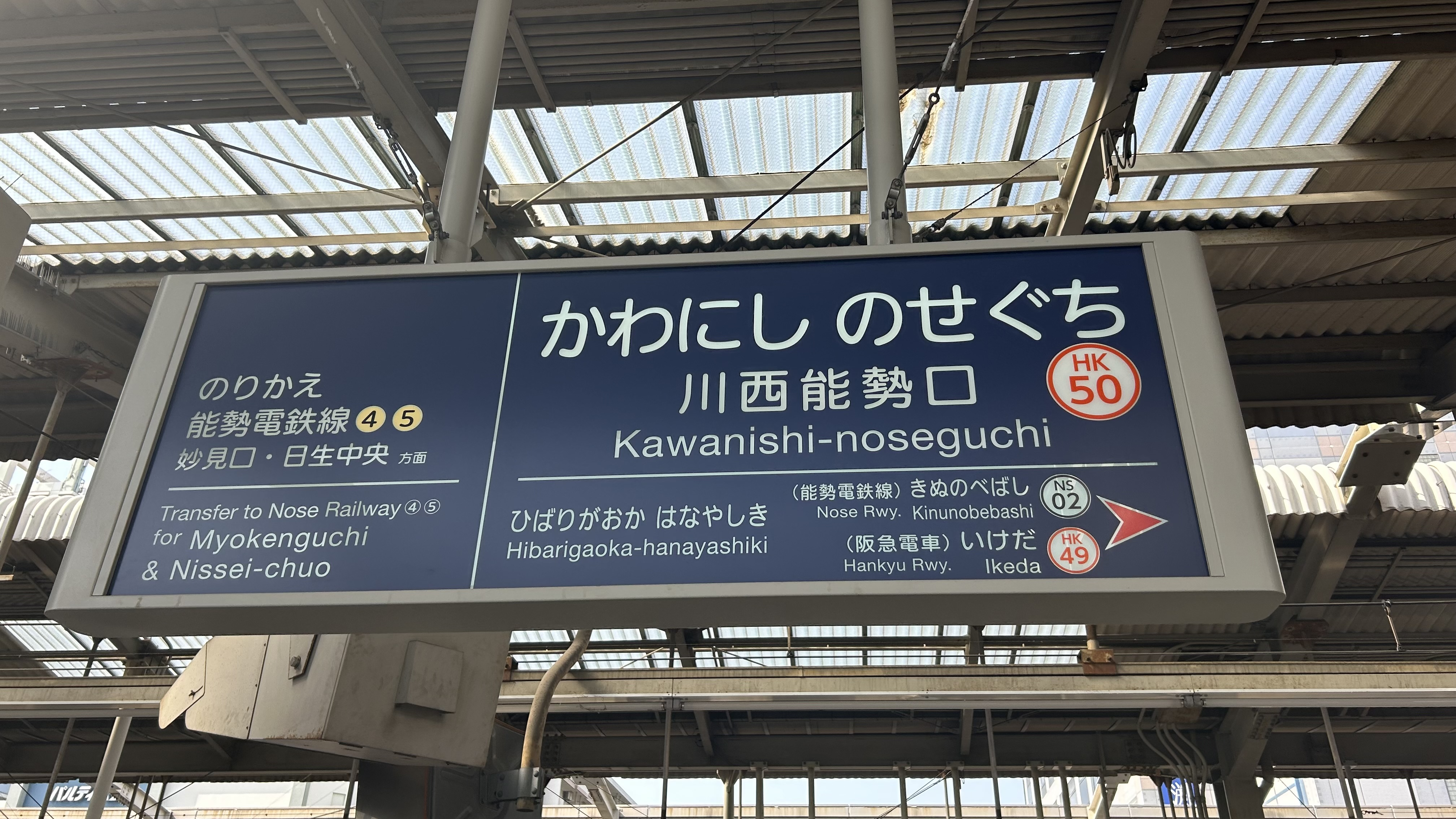
阪急・能勢電鉄駅名標
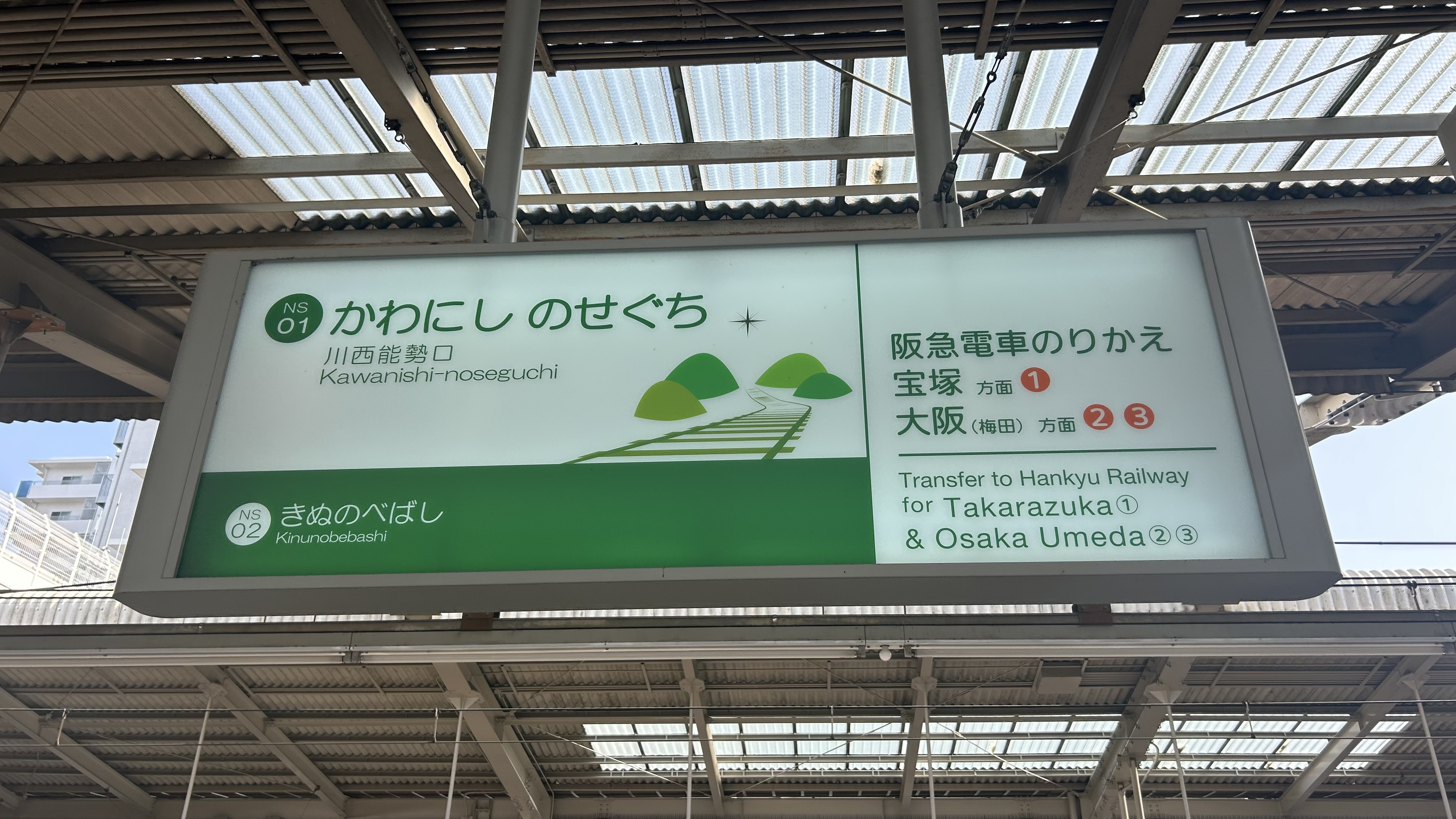
能勢電鉄駅名標

備考
- 有効長について
  - 阪急用の3線は10両編成分、能勢電鉄用の2線は8両編成分[19]。ただし、4号線は高架化後しばらくして対面の5号線とをつなぐ通路が設けられたため、6両分程度に短縮された（線路は現存している）。
- 配線について
  - 阪急の上り用ホームは2線あり、配線上は2号線が本線、3号線が待避線となっている。ただし、能勢電鉄の当駅発着の列車との乗り換えをしやすくするため、原則として3号線を使用する。
  - 2号線は、3号線でスイッチバックする特急「日生エクスプレス」の待避等に使用される（平日朝夕ラッシュ時のみ）。2015年3月ダイヤ改正まで存在した当駅始発の梅田行き通勤急行（車両は梅田方から回送）も特急待避のため2号線発車であった。また、平井車庫から梅田方面への回送列車は2号線を通過する。なお、この2線からは逆方向の宝塚方に出発することも可能である[20]。
  - 能勢電鉄の列車は4号線を使用する。朝夕ラッシュ時は5号線も使用されていたが、2022年12月17日のダイヤ改正で5号線から発車する定期列車はなくなった。
  - 能勢電鉄の車両が平井車庫に回送される時も3号線を通過する。なお、2022年12月17日のダイヤ改正以前は3号線に到着する能勢電鉄の当駅止まりの普通列車があり、そのまま平井車庫に回送されていた。
  - 4号線に入線する電車は基本的に3号線側の扉のみ開閉するが、イベント時などに5号線側の扉も開閉されることがある（そのとき5号線側は降車ホーム扱い）。
  - 当駅で阪急車両を留置する形式のイベントが行われる場合、基本的に5号線に留置される。その時、3号線→能勢電鉄妙見線上でスイッチバック→5号線の順で入線し、逆の手順で出線する。
- 日生エクスプレスについて
  - 阪急と能勢電鉄の間で直通運転を行っている日生エクスプレスは、上り下り問わず3号線でスイッチバックを行って進行方向を変える。
  - 2015年3月21日のダイヤ改正まで、朝ラッシュ時の上り（梅田行き）7本のうち5本は当駅3号線で梅田方に2両を増結していた。増結用の2両は、あらかじめ平井車庫から当駅3号線を経て、梅田方にある留置線に送り込まれる。また、夕ラッシュ時に下り（日生中央行き）で運用された編成は、一部を除き日生中央に到着後当駅まで回送され、当駅始発の普通梅田行きとなる。
  - 当駅始発の10両編成（通勤特急）が停車する2号線に限り、乗車位置の案内表示が掲出されている。2015年3月20日までは、日生エクスプレスが他の列車よりも1メートルほど梅田寄りにずれた位置に停車しており、3号線の乗車位置表示も専用の物が設置されていた。現行の通勤特急の乗車位置表示は日生エクスプレスの乗車位置表示を受け継いだものである。停止位置目標も梅田方から入線する車両用のものが設置されている。
  - 2015年3月21日のダイヤ改正より、3号線の停車位置をずらすのは梅田方面から入線し当駅始発となる10両編成(通勤特急)のみであり、日生エクスプレスを含めた全ての8両編成車は宝塚方面から来る列車と同じ停車位置となった。2018年7月7日のダイヤ改正の際に通勤特急が2号線発になり、10両編成の乗車位置の案内表示は2号線に移動した。2022年12月17日のダイヤ改正で通勤特急は8両編成になり、10両編成で運行する列車は消滅した。
  - また、2・3号線では宝塚方ではない方向（日生中央方、大阪梅田方）から列車が入線する場合、駅自動放送は列車の出線方向ではなく入線する方向を案内する[注 1]。
  - ダイヤ乱れなどで阪急と能勢電鉄の間の直通運転を中止した場合は、能勢電鉄は5号線から能勢電鉄4両編成で代替列車を運行することがある（種別表示は日生急行が使われる）。

- 行き先の発車案内については、2015年12月22日、能勢電鉄がいち早くLED方式に変わり、阪急は2017年9月、反転式からLED方式に交換された。コンコース内にあった反転式も同様に、ディスプレイ式に交換された。

#### 配線図
| ← 宝塚線 石橋阪大前・ 十三・大阪梅田方面                                                                                       | 川西能勢口駅 構内配線略図     | → 宝塚線 宝塚方面 |
| | ↓ 妙見線 日生中央・妙見口方面 |                   |
| 凡例 出典:川島令三、『東海道ライン 全線・全駅・全配線 第7巻 大阪エリア - 神戸駅』、 ISBN 978-479420498-1、21p、 講談社、2009年 |                               |                   |

### 出入口
当駅には出口番号が設定されており、1番から13番まである。

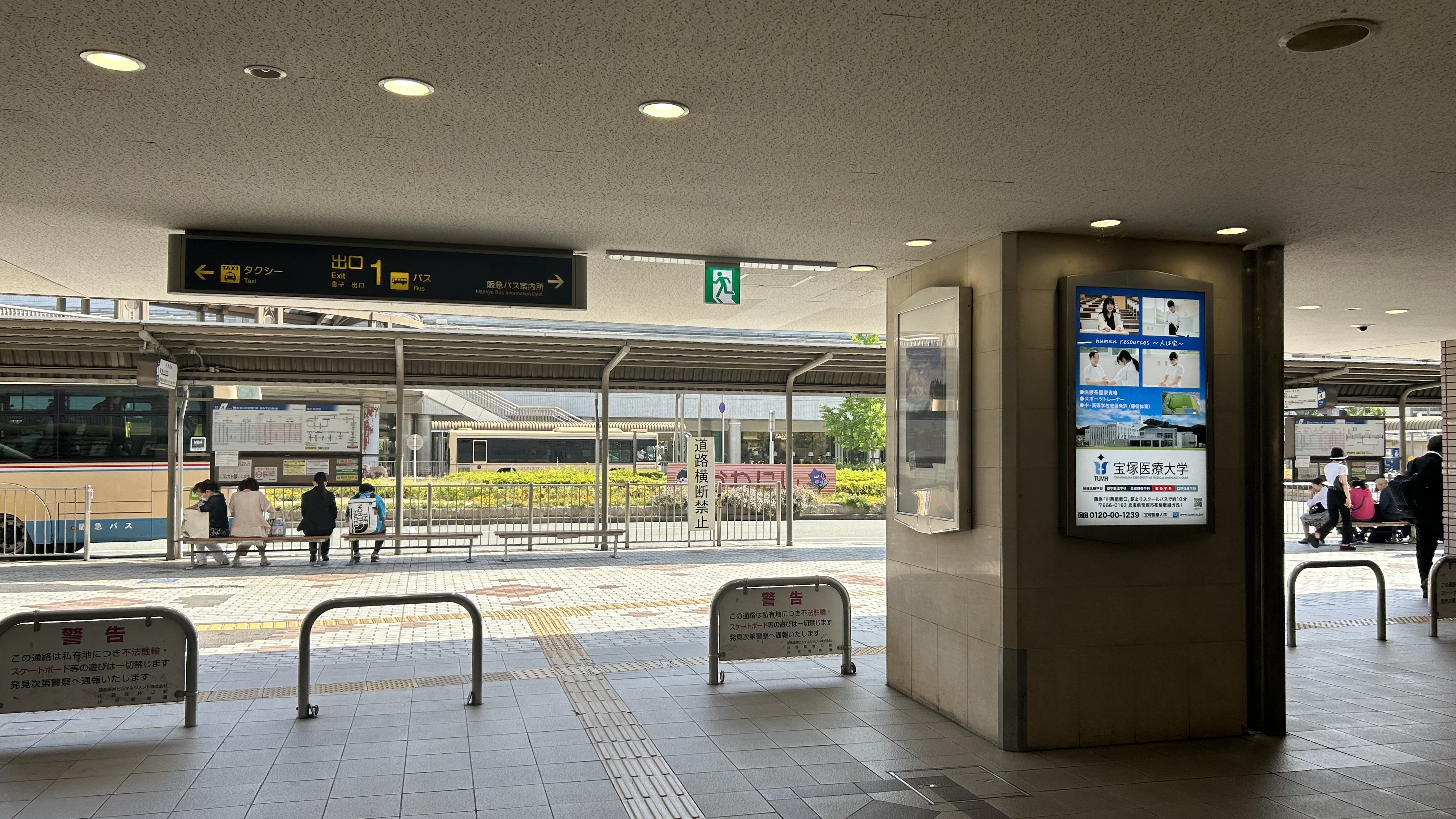
1番出入口
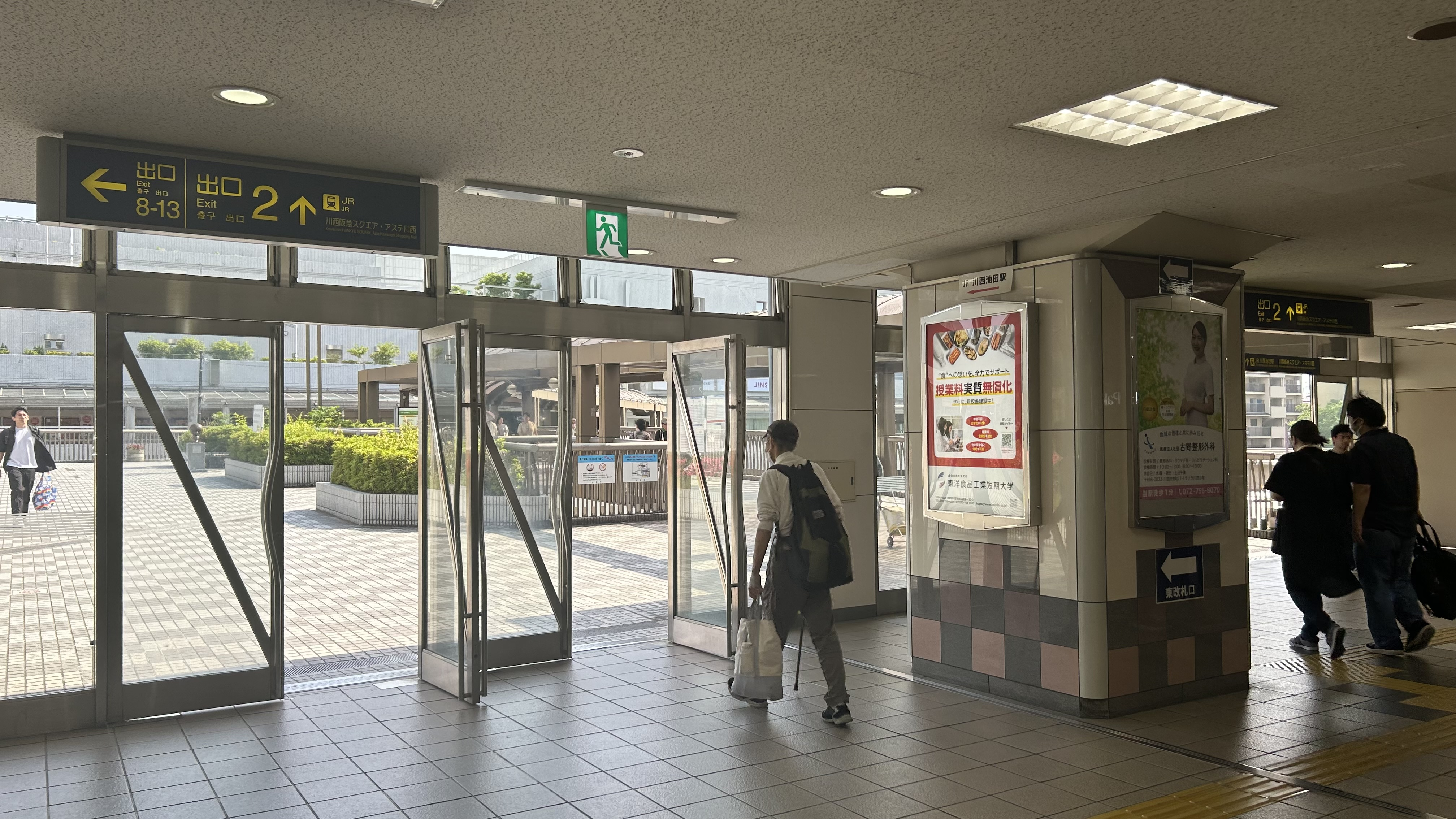
2番出入口
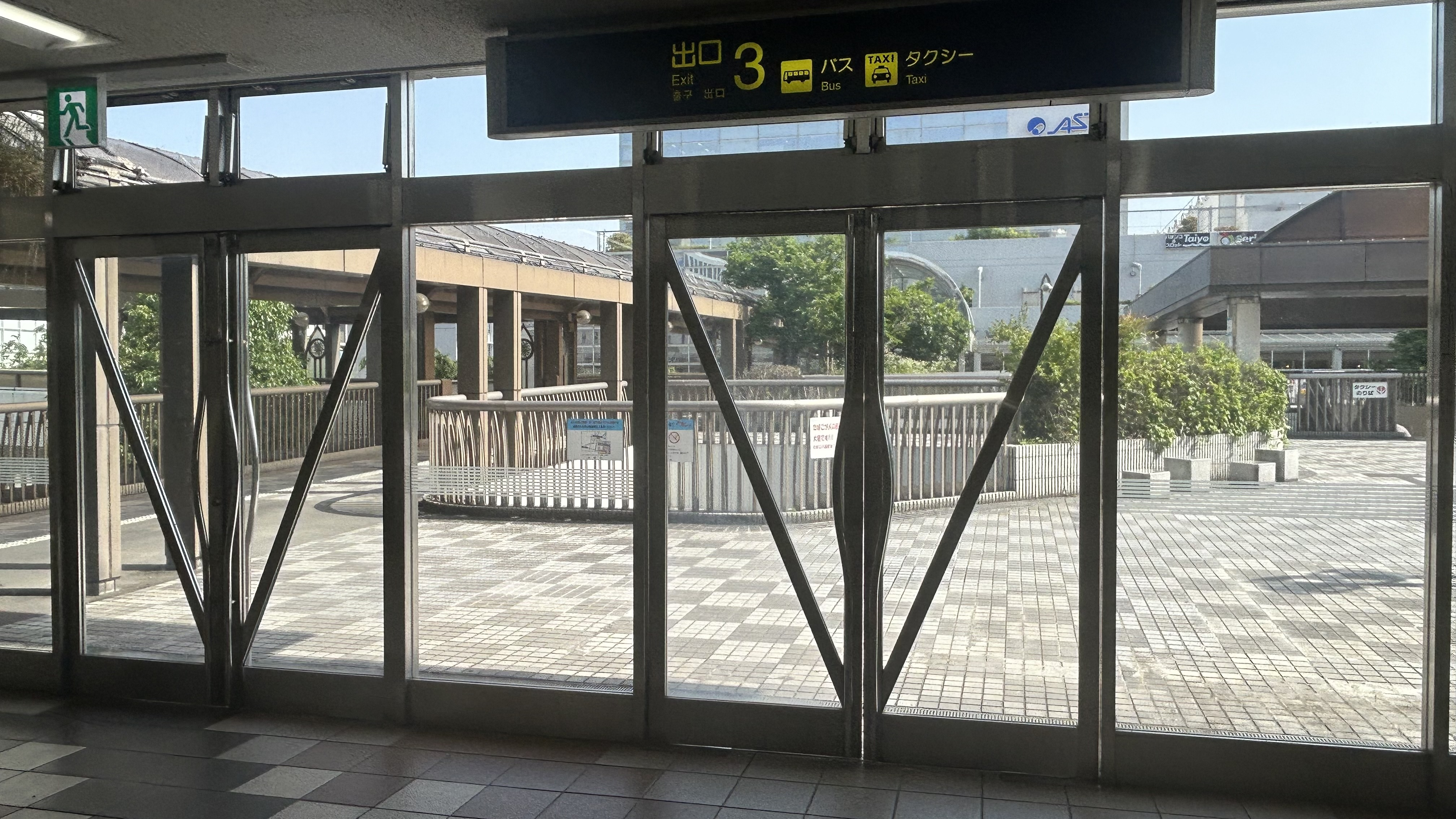
3番出入口
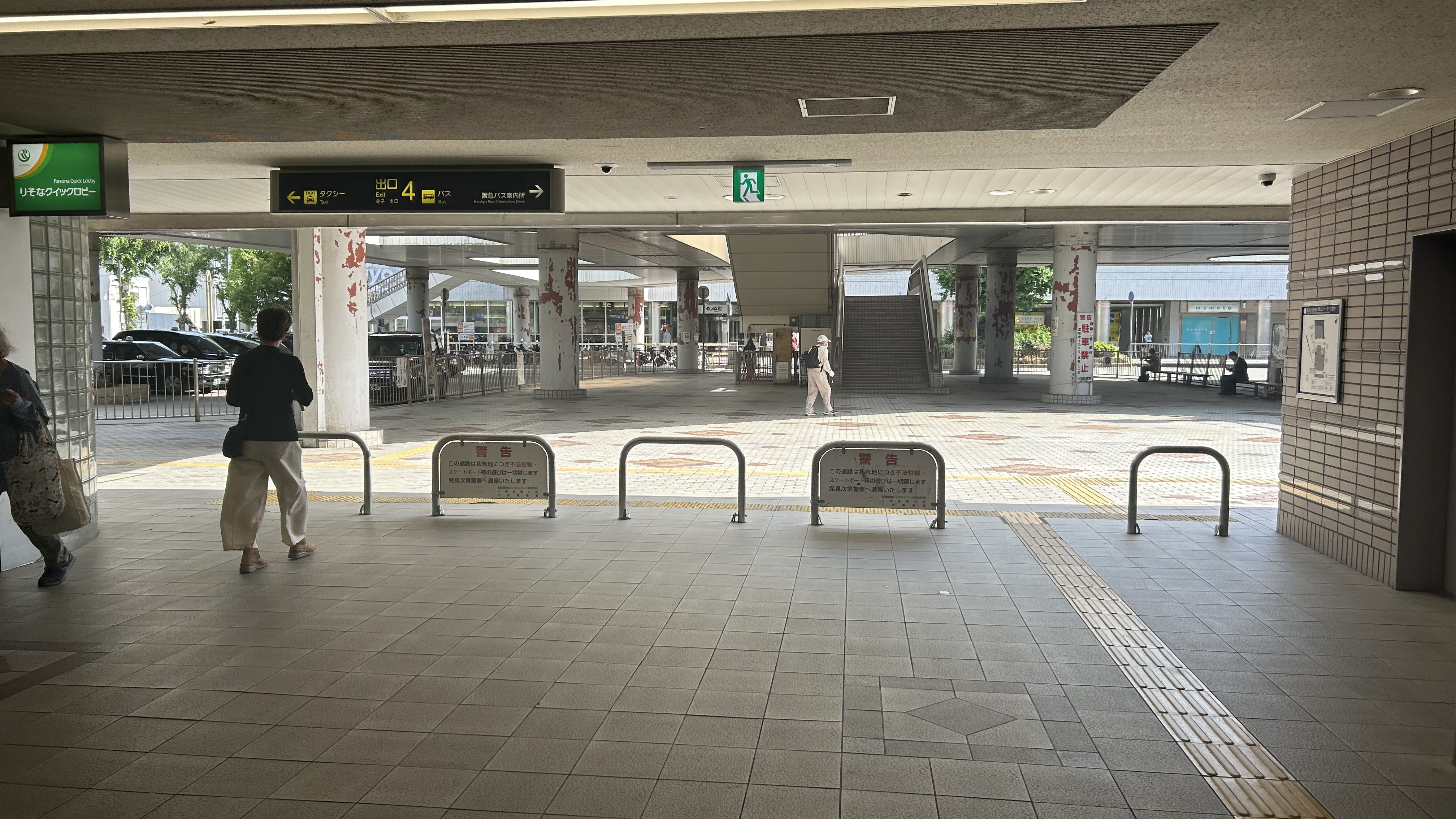
4番出入口
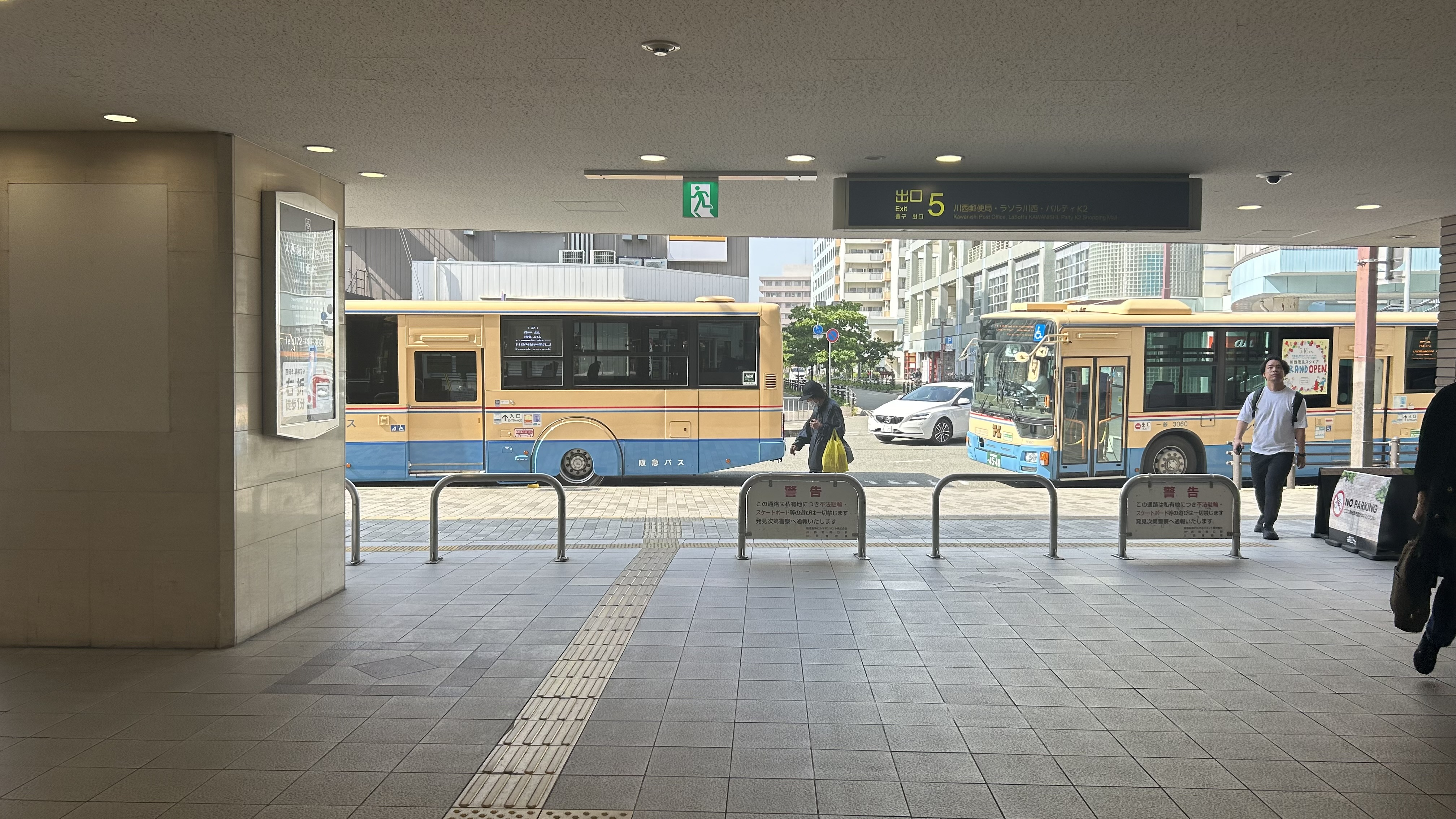
5番出入口
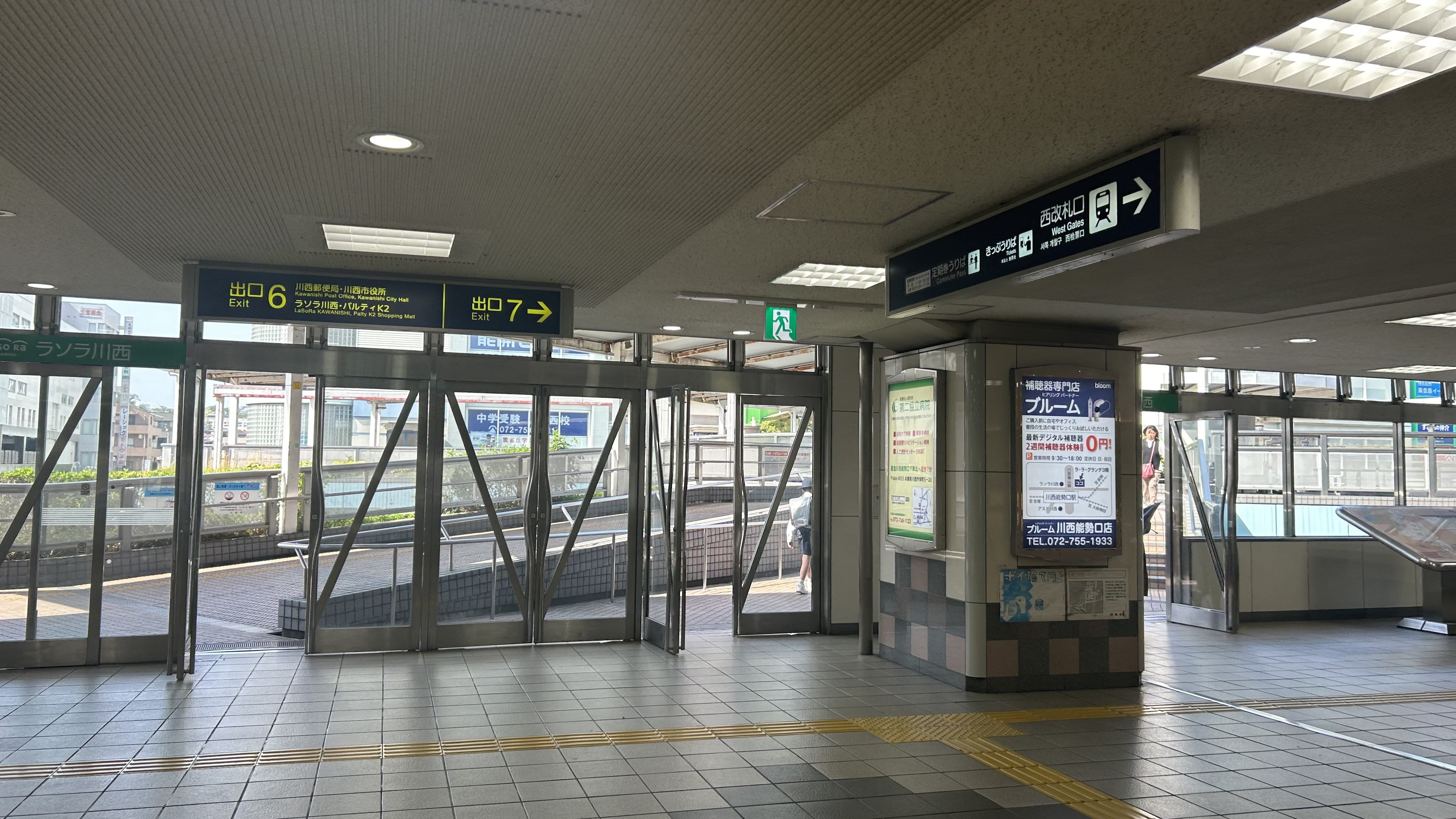
6番出入口
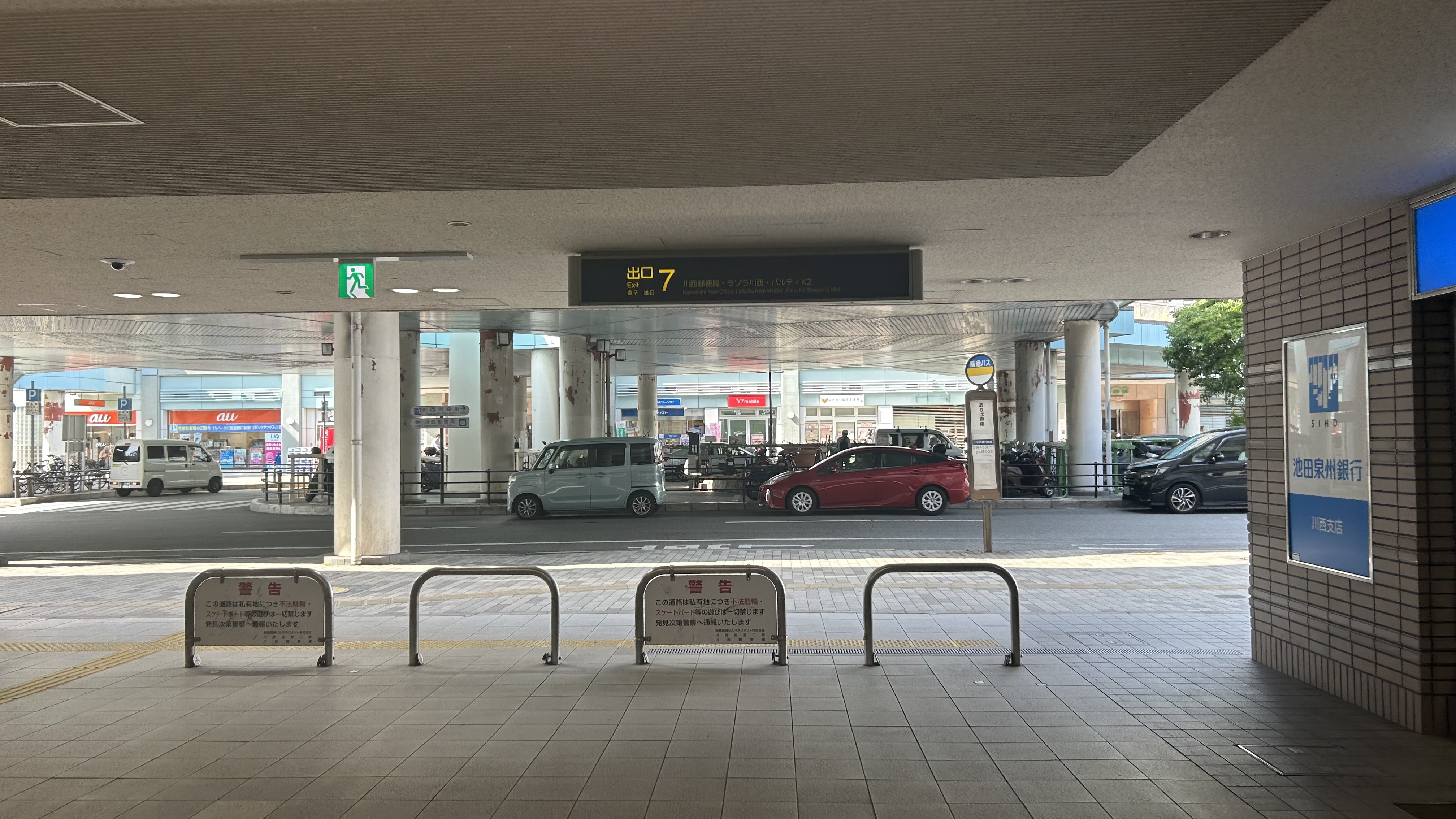
7番出入口
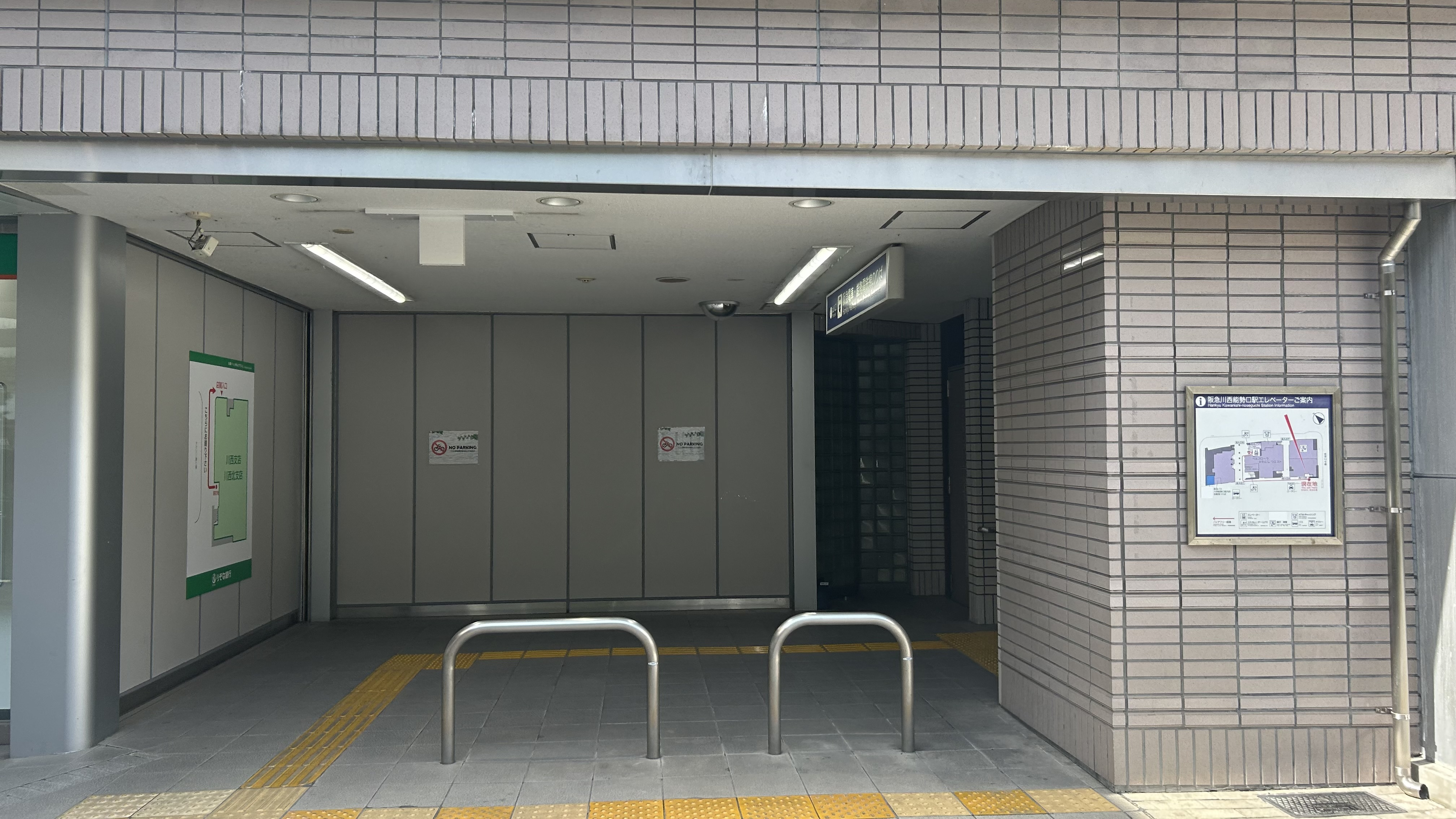
8番出入口
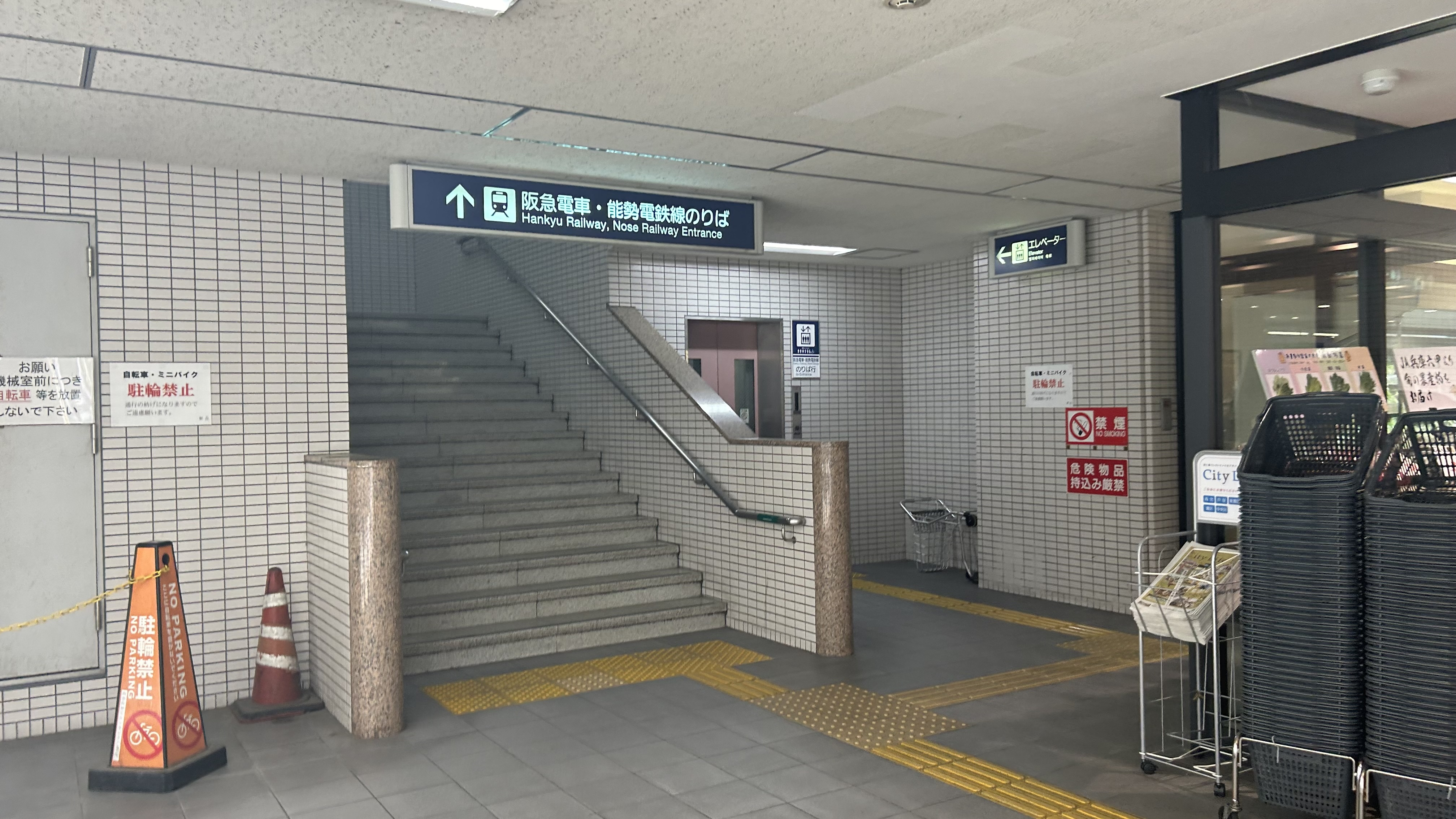
9番出入口
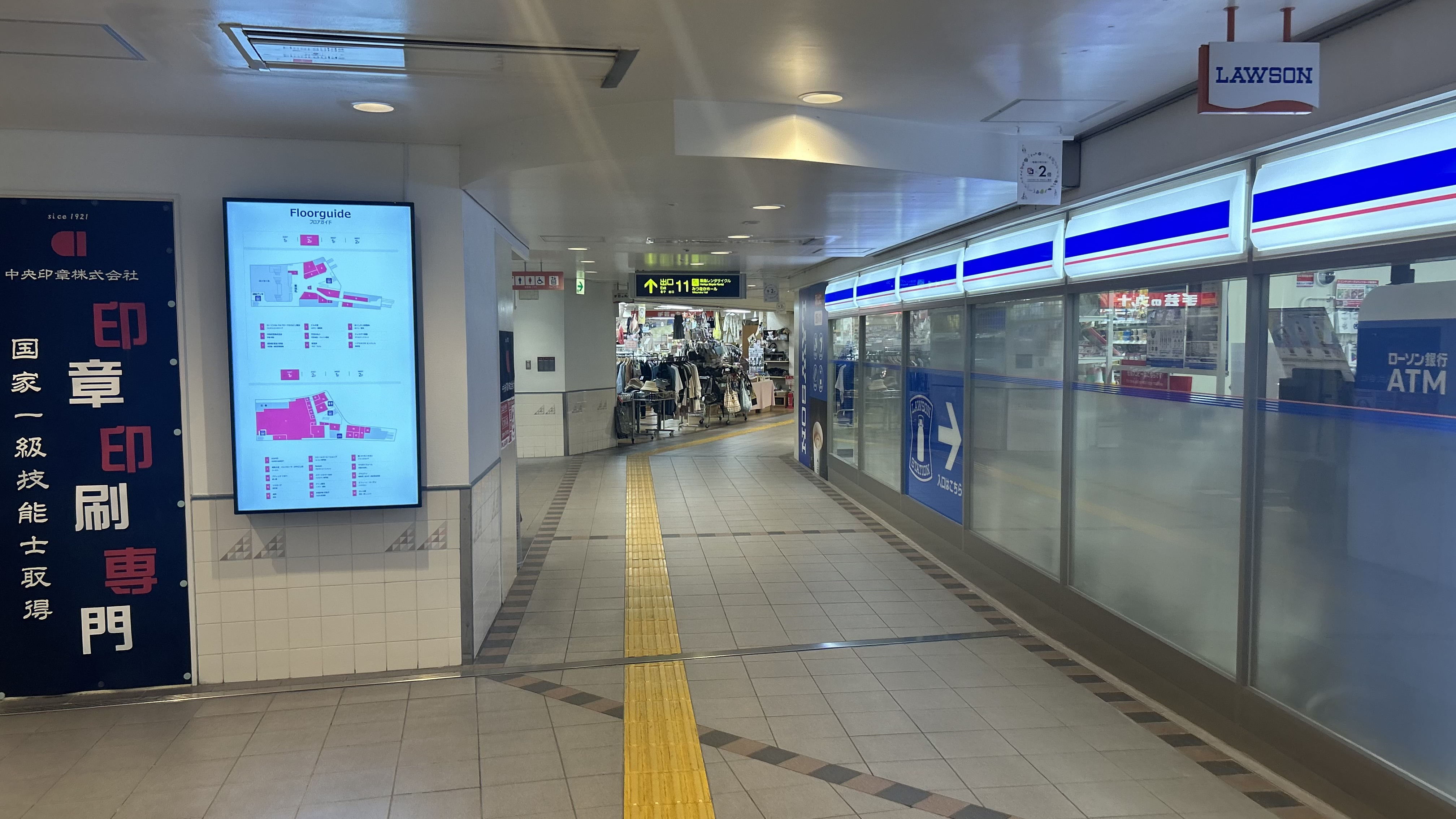
11番出入口
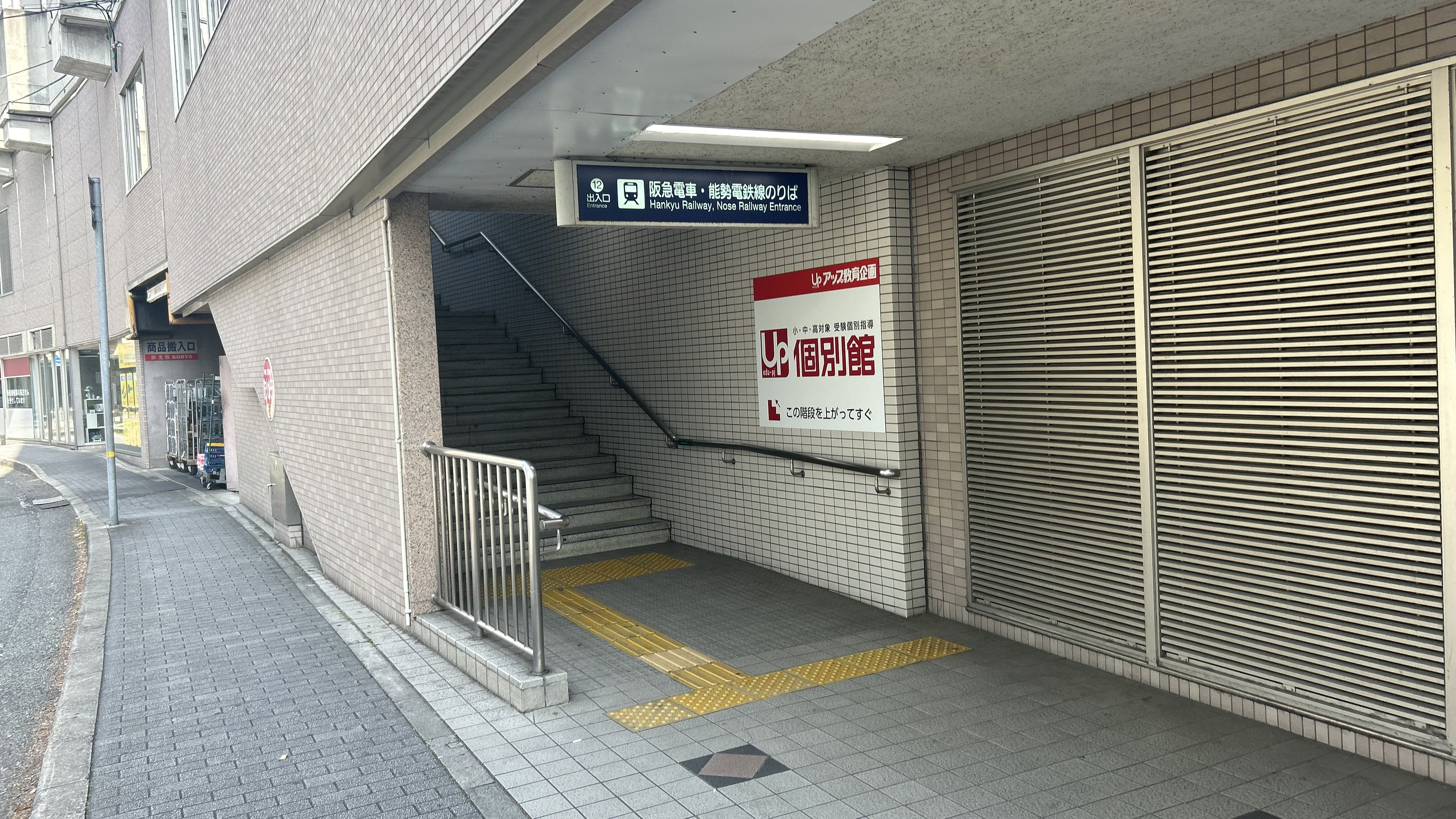
12番出入口
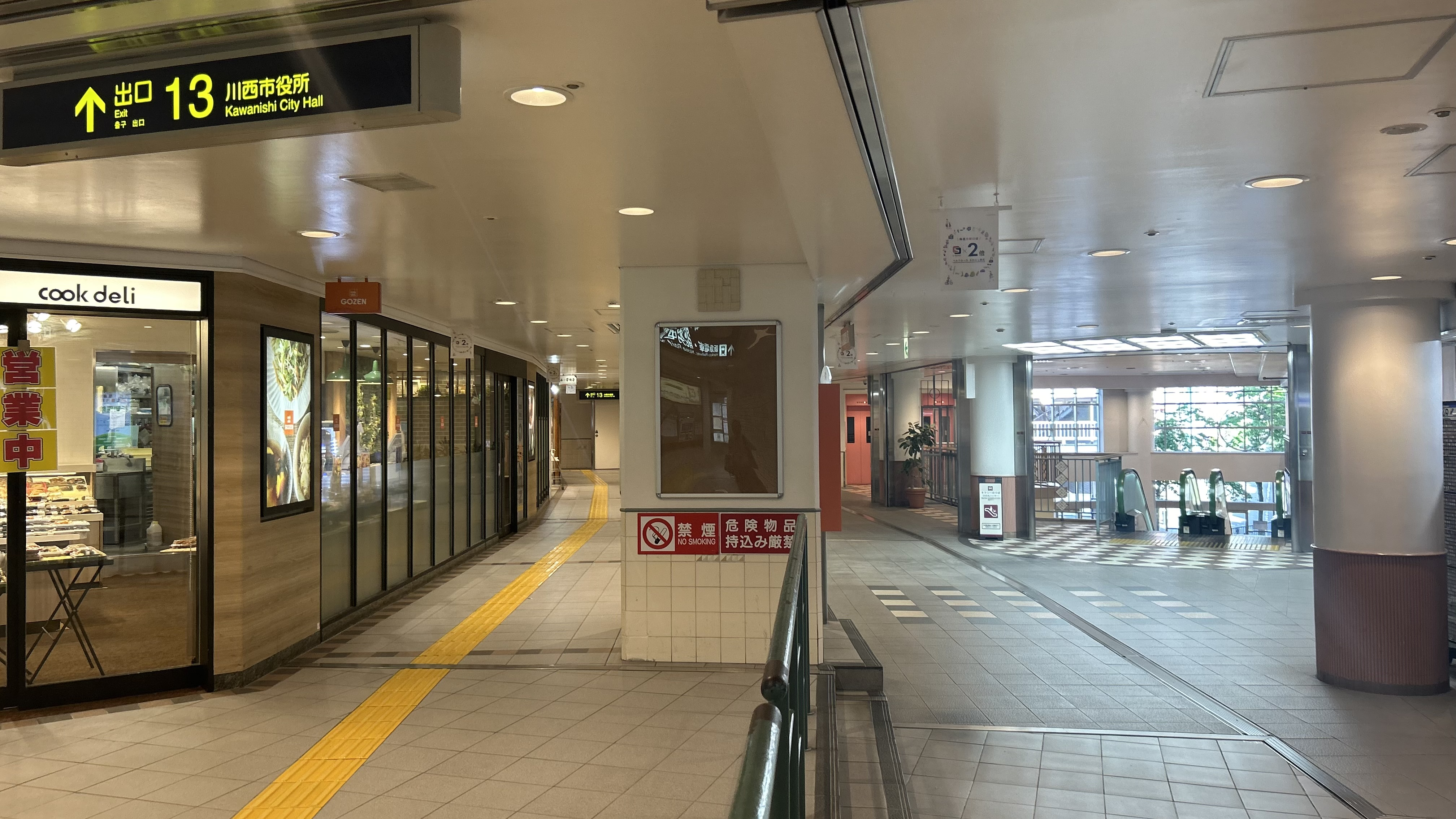
13番出入口

### 地上駅時代
高架化以前は、阪急の駅と能勢電鉄の駅は並列していたものの、改札はそれぞれ別々だった。両駅に跨がるホーム上には、1980年にラッシュ時の改札口混雑緩和対策として連絡改札が設置された。この連絡改札は、阪急の下り線が高架化された段階で廃止され、阪急・能勢電鉄の間で改札を経ずに乗り換えることが可能になった。また1960年代にホームが延伸されるまでは、阪急線の上り線と妙見線を結ぶ川西国鉄前駅方向に伸びる連絡線があり、40形などの行き来に用いられていた。
阪急電鉄
駅の東西にあった踏切の間いっぱいを占める、有効長8両編成分の相対式ホーム2面2線を有していた。10両編成での運転が開始されてからは東側の踏切にかかる大阪側の2両がドアカットされ、該当する各ドアの左側の戸袋上部にドアが開かない旨を知らせるプレートが設置されていたほか、各ドアの位置に当たる軌道脇にも車内から見えるように、ドアが開かない旨を知らせる看板が立てられていた。
東西に改札があり、東口は地下に、西口は県道川西篠山線に面した上りホームの先端に改札があった。西口改札は長編成化に伴うホームの延伸に際して新設された物で、この改札から入って下りホームへ行く場合には、同時に改札横に新設された地下道（東口改札の地下道とは別）を通るようになっていた。なおホームの延伸前は、下りホームへの移動は上りホームから構内踏切を通るようになっていた。東口の地下改札はやはり長編成化に伴うホームの延伸に際して上りホーム側の地上から移転した物で、庄内駅の地下改札と酷似しているが、券売所は庄内駅とは異なり地下にあった。また東口改札の地下移転に伴い、下りホームの南側にも地下改札に通じる南口の階段が設けられている。この下りホームの南側と、当時南西側の斜向かいにあったジャスコとの間の道路に面した場所には、改札内外両方から利用できる「阪急そば」が営業していた。駅舎は、開業当時は平屋建てだったがやはりホームの延伸に際して改築され、事務室などを2階に設けた2階建てになった。
能勢電鉄
開業時は阪急の駅に対しほぼ直角にホームが設置されていたが、池田駅前（後の川西国鉄前駅）まで路線が延長された際に、阪急の駅に対して平行なレイアウトとなった。長らくホーム1面1線に側線1本という構造だったが、妙見線の複線化に伴い駅の改良が行われ、有効長4両編成（610系以前については5両）の櫛形ホーム2面2線となった（阪急ホームに近い南側から2号線・1号線で、日中は頭端式の2号線のみ使用）。
駅前再開発により廃止されるまで、妙見線は川西国鉄前駅まで線路が延びていたが、この区間は1960年ごろから当駅 - 川西国鉄前駅間の1駅の間だけを単行の列車が往復する盲腸線となっていた。川西国鉄前行きの列車は1号線の西端から発着し、車両は列車が運行されない時間帯も当駅に留置されていた。
駅のすぐ東側の線形が北へ向かう急カーブとなっており、1966年に若干緩和されたものの、それでも半径30m（制限速度15km/h）と急で、阪急から譲渡された車両はこの急カーブを通過するために連結器を改造する必要があった。駅の移転を伴う高架化の結果このカーブ半径は大幅に緩和され、連結器も阪急との直通運転に備えて再度改造し阪急と統一した。
改札は長らく東口改札のみで、この改札の2階建ての建物は能勢電鉄の本社社屋（後に平野駅近辺に移転）も兼ねていた。既に阪急の高架化が進められていた1990年ごろに、川西国鉄前への廃線跡の敷地を活用して西口改札が設置されたが、1993年6月26日には高架橋用地確保のため、先に高架化されていた阪急の高架下に移転している。

## 利用状況
- 阪急電鉄 - 2024年の通年平均の乗降人員は38,538人である。阪急電鉄全駅（86駅）中では蛍池駅に次ぐ17位[21]。
能勢電鉄との連絡人員を含まない。2021年の連絡人員は18,116人である。

- 能勢電鉄 - 2021年の1日平均の乗降人員は37,572人である。
阪急電鉄との連絡人員を含む。

当駅以北の川西市内や川辺郡猪名川町、大阪府豊能郡豊能町のニュータウン群（萩原台・錦松台・南野坂・湯山台・鶯台・けやき坂・清和台・つつじが丘・猪名川パークタウン・阪急日生ニュータウン・大和団地・多田グリーンハイツ・光風台・ときわ台など）の住民にとっては、大阪市内方面への玄関口の一つとなっている。
近年の1日平均乗降・乗車人員の推移は下記の通り。
| 年次               | 阪急電鉄 | 阪急電鉄 | 能勢電鉄 | 能勢電鉄 |
| 年次               | 平日限定 | 平日限定 | 1日平均  | 1日平均  |
| 年次               | 乗降人員 | 乗車人員 | 乗降人員 | 乗車人員 |
| ------------------ | -------- | -------- | -------- | -------- |
| 2000年（平成12年） | 45,536   | 22,827   | 61,197   | 29,715   |
| 2001年（平成13年） | 44,950   | 22,533   | 59,947   | 29,173   |
| 2002年（平成14年） | 51,663   | 24,652   | 54,834   | 26,588   |
| 2003年（平成15年） | 51,593   | 24,492   | 54,707   | 26,673   |
| 2004年（平成16年） | 50,900   | 24,156   | 53,510   | 26,036   |
| 2005年（平成17年） | 49,874   | 23,714   | 53,246   | 25,940   |
| 2006年（平成18年） | 50,851   | 24,171   | 53,120   | 25,669   |
| 2007年（平成19年） | 50,402   | 23,943   | 52,691   | 25,484   |
| 2008年（平成20年） | 49,977   | 23,829   | 52,274   | 25,445   |
| 2009年（平成21年） | 47,258   | 23,042   | 50,500   | 24,785   |
| 2010年（平成22年） | 47,741   | 22,914   | 47,474   | 23,155   |
| 2011年（平成23年） | 46,882   | 22,542   | 47,435   | 23,203   |
| 2012年（平成24年） | 47,025   | 22,592   | 47,318   | 23,150   |
| 2013年（平成25年） | 46,192   | 22,182   | 48,250   | 23,442   |
| 2014年（平成26年） | 46,600   | 22,400   | 47,281   | 23,291   |
| 2015年（平成27年） | 47,016   | 22,632   | 46,250   | 22,874   |
| 年次               | 通年平均 | 通年平均 | 1日平均  | 1日平均  |
| 年次               | 乗降人員 | 乗車人員 | 乗降人員 | 乗車人員 |
| 2016年（平成28年） | 43,205   | 20,838   | 45,746   | 22,604   |
| 2017年（平成29年） | 44,249   | 22,041   | 45,642   | 22,567   |
| 2018年（平成30年） | 44,229   | 22,047   | 45,306   | 22,411   |
| 2019年（令和元年） | 44,636   | 22,268   | 45,340   | 22,376   |
| 2020年（令和2年）  | 32,445   | 15,701   | 37,776   | 18,622   |
| 2021年（令和3年）  | 32,651   | 15,766   | 37,572   | 18,708   |

## 駅周辺

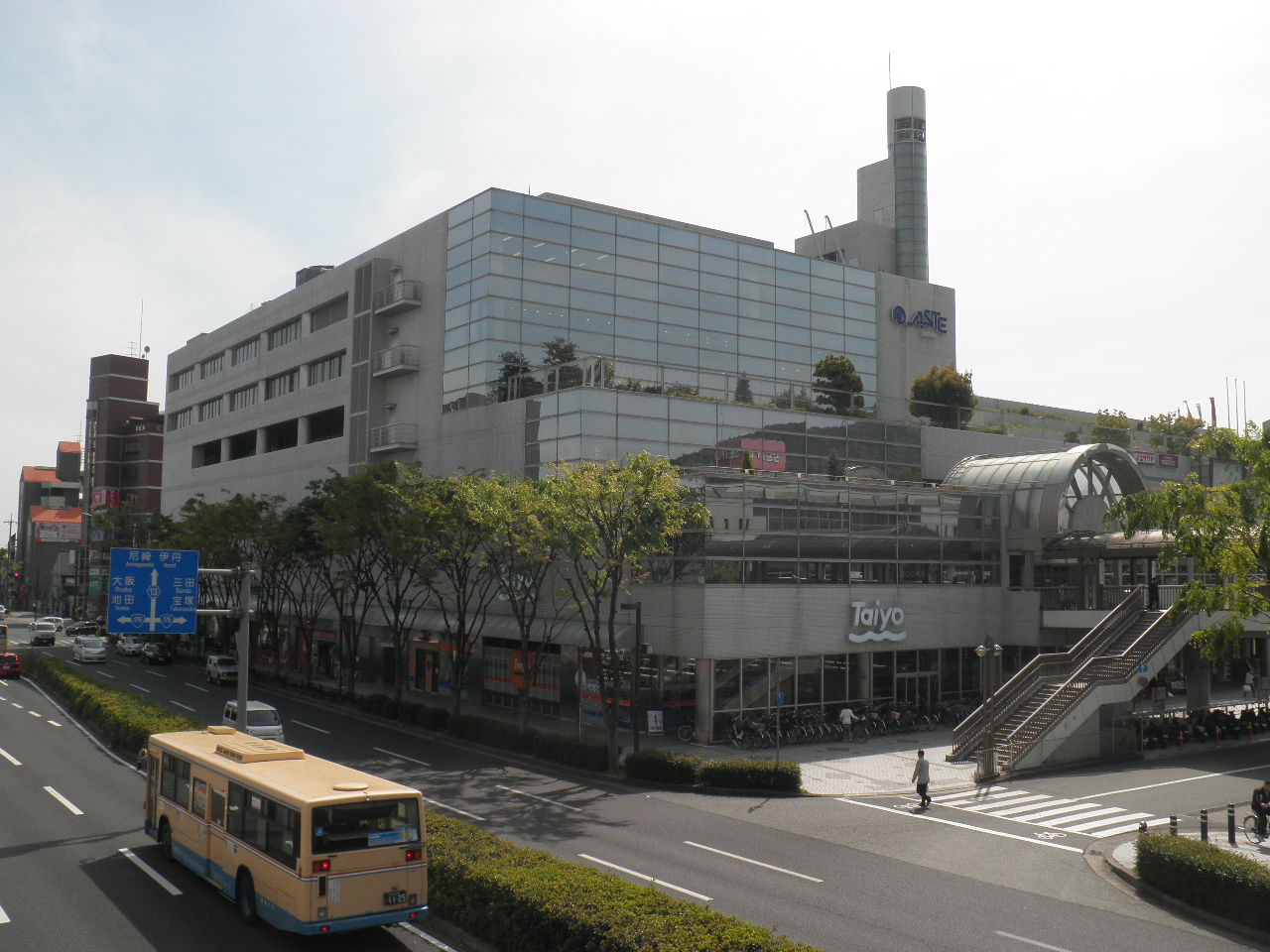
アステ川西

駅の北側・南側ともに市街地再開発事業が完了しており、駅前にはロータリーやペデストリアンデッキが整備され、再開発ビルやマンションが立ち並ぶ。

### ベルフローラかわにし
駅の高架下に存在する複合商業施設。道路を挟んで「EAST」と「WEST」に分かれる。主要テナントは以下の通り。
- EAST
  - KOHYO
  - ドトールコーヒー
  - マツモトキヨシ
- WEST
  - マクドナルド
  - ぎょうざの満洲
  - りそな銀行
  - 池田泉州銀行

また、屋上の一部は駐車場となっている。

### パルティ川西・パルティK2
北口に存在する再開発ビル。主要テナントは以下の通り。
- パルティ川西
  - ゲオ川西能勢口駅前店
- パルティK2
  - ラソラ川西（かつては「モザイクボックス」という名称で阪急商業開発が運営してたが2022年5月1日より「ラソラ川西」に名称変更された。）
    - フレスコ
    - くら寿司
    - サイゼリヤ
    - 大戸屋
    - 紀伊國屋書店

### その他の周辺施設
以下の金融機関のうち、特記しないものは「川西支店」である。
- JR西日本福知山線（JR宝塚線）川西池田駅（ペデストリアンデッキで連絡。約550m、徒歩約6分）
- アステ川西
  - 川西阪急
  - 川西市立中央図書館
  - 成城石井 アステ川西店
- イオンリカー＆ビューテイー 川西店
- 川西市役所
- ジョイン川西
- 栄根寺廃寺遺跡公園
- アニメイト 川西店
- 川西郵便局
  - ゆうちょ銀行 川西店（大阪支店川西出張所）
- みずほ銀行
- 三井住友銀行 川西支店・石橋支店・桜井出張所
- りそな銀行
- 三井住友信託銀行
- 池田泉州銀行
- 京都銀行
- 但馬銀行
- 関西みらい銀行
- みなと銀行
- 尼崎信用金庫
- コナミスポーツクラブ川西（旧：オキシー阪急・川西）
- 兵庫県道12号川西篠山線　
  - 駅南側の小花1交差点より北の区間。
- 兵庫県道13号尼崎池田線（産業道路）　
  - 小花1交差点より南と東の区間で、東は国道176号（旧道）と重複。
- 国道176号（旧道）　
  - 小花1交差点の東西の区間。

## バス路線
阪急バスが乗り入れる。駅前にロータリー状の「阪急川西能勢口駅」（旧 川西バスターミナル）、駅の東を南北に通る兵庫県道12号川西篠山線沿いにも「阪急川西能勢口駅（東口）」（旧 パルティ川西前）停留所がある。昔のバスターミナル跡地は、現在のラ・ラ・グランデが建っている場所に集約されていた。
郊外からのJR川西池田駅行きのバスはロータリーに乗り入れず、東口に停車する（逆に阪急川西能勢口駅行きは東口には停車しない）。郊外行きは阪急川西能勢口駅発の便も東口に停車するが、後述の優等種別は通過する。
バス路線は川西市だけでなく、隣接自治体の川辺郡猪名川町・宝塚市・伊丹市・尼崎市方面にも乗り入れる。清和台・猪名川方面の路線には、夕ラッシュ時には通過運転を行う優等種別が存在する。
表中、担当営業所の「共管」は猪名川営業所と清和台営業所の共管を指す。このほか伊丹営業所の路線も存在。
| のりば | 路線名       | 担当   | 系統・行先                             | 備考                                                                         |
| ------ | ------------ | ------ | -------------------------------------- | ---------------------------------------------------------------------------- |
| 1      | 川西猪名川線 | 清和台 | 5系統：松が丘循環                      | 平日朝3本のみ運行。萩原経由                                                  |
| 1      | 川西猪名川線 | 清和台 | 15系統：松が丘循環                     |                                                                              |
| 2      | 川西猪名川線 | 清和台 | 30系統：西多田一丁目方面               | 平日朝1本のみ運行                                                            |
| 2      | 川西猪名川線 | 共管   | 12系統：日生中央駅/紫合/清和台営業所前 | 清和台営業所前止まりが基本。丸の内町経由                                     |
| 2      | 満願寺線     | 伊丹   | 150系統：愛宕原ゴルフ場                |                                                                              |
| 3      | 川西猪名川線 | 清和台 | 3系統：けやき坂二丁目方面              | 一部はけやき坂地区から23系統となり清和台営業所前へ向かう。深夜バスあり       |
| 3      | 川西猪名川線 | 共管   | 4系統：湯山台循環                      | 深夜バスあり                                                                 |
| 4      | 川西猪名川線 | 共管   | 1系統：清和台営業所前                  | 深夜バスあり                                                                 |
| 4      | 川西猪名川線 | 共管   | 2系統：紫合                            | 土休日は朝の3本のみ                                                          |
| 4      | 川西猪名川線 | 清和台 | 10系統：南野坂二丁目                   | 平日朝のみ運行。萩原台まで無停車                                             |
| 4      | 川西猪名川線 | 猪名川 | 9系統：つつじが丘五丁目方面            | 日生中央駅行き、パークタウン中央行きあり。準急や深夜バスの設定あり           |
| 5      | 川西猪名川線 | 猪名川 | 6系統：日生中央駅/パークタウン中央     | 日生中央駅行きは一部のみ。パークタウン中央行きのみ、特急や深夜バスの設定あり |
| 5      | 川西猪名川線 | 猪名川 | 11系統：プロロジスパーク猪名川         | 朝6本のみ運行                                                                |
| 6      | 桃源台線     | 伊丹   | 61系統：北村                           | 最終便のみ                                                                   |
| 6      | 桃源台線     | 伊丹   | 62系統：阪急伊丹                       |                                                                              |
| 6      | 桃源台線     | 伊丹   | 63系統：瑞穂小学校前方面               |                                                                              |
| 7      | 尼崎線       | 伊丹   | 56系統：阪神尼崎/伊丹営業所前          | 伊丹営業所前止まりは夕方以降に運行                                           |

## その他
- 第3回近畿の駅百選に選定された。
- 能勢・阪急間の連絡乗車券や定期券では、「川西のせ口」（もしくは「のせ口」）と平仮名を含む表記がなされる。
- 能勢電鉄1700系の行先表示器では「川」と「能」の文字のみ比較的大きな文字で表示されている（黒字に白色で、川西能勢口という風に表示される）[注 4][注 5]。なお、かつての阪急の駅名標でもこのような表記だった時期もある（漢字をメインに角ゴシックの横書き表記を採用していた時期）。
- 当駅は阪急と他社との境界駅の中で唯一阪急が管轄する駅であり、かつ阪急の駅番号が付与されている駅である（高速神戸駅と新開地駅は阪神が、天神橋筋六丁目駅はOsaka Metroが管轄しており、いずれも阪急の駅番号が付与されていない）。
- 川西池田駅が約550m先にあり、自由通路などで繋がれているが乗換案内は行われない。

## 隣の駅
阪急電鉄
■宝塚本線
■特急「日生エクスプレス」
池田駅 (HK-49) - 川西能勢口駅 (HK-50) - （能勢電鉄妙見線）
■通勤特急（当駅始発大阪梅田行きのみ運転）
池田駅 (HK-49) ← 川西能勢口駅 (HK-50)
■急行・■通勤急行・■準急・■普通（通勤急行は宝塚行きのみ、準急は大阪梅田行きのみ運転）
池田駅 (HK-49) - 川西能勢口駅 (HK-50) - 雲雀丘花屋敷駅 (HK-51)
※1962年5月1日まで、宝塚方の隣の駅は花屋敷駅であった。
能勢電鉄
妙見線
■特急「日生エクスプレス」
（阪急電鉄宝塚本線） - 川西能勢口駅 (NS01) - 平野駅 (NS07)
■普通
川西能勢口駅 (NS01) - 絹延橋駅 (NS02)

### かつて存在した路線
能勢電鉄
妙見線（廃止区間）
川西国鉄前駅 - 川西能勢口駅